# Tekstvarianten van het Nieuwe Testament
We spreken van tekstvarianten van het Nieuwe Testament als er tussen handschriften verschillen zijn ontstaan in de tekst.

## Introductie

### Tekstvarianten
Tekstvarianten ontstaan wanneer een kopiist opzettelijke of onbedoelde veranderingen maakt in de tekst zoals weglating (omissie), verandering van volgorde, herhaling, of vervanging van een of meer woorden. Bijvoorbeeld, wanneer het oog van de schrijver per ongeluk naar een op zijn vers gelijkend ander vers gaat, heet dit parablepsis, veroorzaakt door een homoioteleuton. Als zijn oog naar een vorig vers gaat, ontstaat dittografie, het herhalen van een vers; wanneer hun oog naar hetzelfde woord later in de tekst gaat, ontstaat een weglating, of ontstaat een afwijkende zinsvolgorde, omdat men probeert de betekenis van het vers in zijn context te bewaren.
Bij andere gelegenheden voegt de schrijver de tekst van een gelijkend of parallel gedeelte uit zijn hoofd toe. Of hij vervangt de oorspronkelijke tekst door een alternatieve lezing die beïnvloed is door zijn persoonlijke religieuze overtuiging. Soms wordt de spelling veranderd. Woorden kunnen door synoniemen worden vervangen. Een persoonlijk voornaamwoord wordt vervangen door een zelfstandig voornaamwoord of een naam (Hij zeide wordt dan bijvoorbeeld vervangen door Jezus zeide.)
Sommige tekstvarianten ontstaan uit glossen; aantekeningen in de kantlijn die bij een volgende overschrijfronde voor een deel van de tekst worden aangezien en in de tekst worden ingevoegd. Ook kan een kopiist denken dat een vorige kopiist een fout heeft gemaakt en deze proberen te corrigeren, maar fouten kunnen incorrect gecorrigeerd worden en daarom leiden tot alweer een nieuwe fout en daarmee een nieuwe tekstvariant.

### Onderzoeksgeschiedenis
De Alexandrijnse kerkvader Origenes (185-254) was een van de eersten die tekstverschillen opmerkte tussen de handschriften die later gebundeld zouden worden tot het Nieuwe Testament. Hij had ook uitgesproken voorkeuren tussen de varianten. In Matteüs 27,16-17 gaf hij de voorkeur aan Barabbas boven Jesus Barabbas (In Matt. Comm. Ser 121). In Johannes 1,28 gaf hij de voorkeur aan Bethabara boven Bethanië als regio waar Johannes doopte (Commentaar op Johannes VI:40 (24)). Gergeza kreeg de voorkeur boven Geraza of Gadara (Commentaar op Johannes VI40(240)). In Brief aan de Hebreeën 2,9 merkt Origenes op dat er twee lezingen zijn: buiten God om en door de genade van God.
In Sic et Non (ca. 1125) stelde de Franse scholasticus Petrus Abaelardus reeds dat het Nieuwe Testament niet helemaal correct is overgeleverd door kopiisten en dat sommige handschriften corrupt waren. Hij twijfelde echter niet aan de betrouwbaarheid van de oorspronkelijke tekst, die zijns inziens goddelijk geïnspireerd was en daarom geen fouten kon bevatten. Abaelardus' opmerkingen zijn nog incidenteel en hij bestudeerde de nieuwtestamentische manuscripten nog niet volgens vaste regels.
De Engelse theoloog John Mill (ca. 1645–1707) was de eerste moderne geleerde die systematisch de tekstvarianten van het Nieuwe Testament onderzocht. Hij schatte het aantal varianten in de tekst van het Nieuwe Testament op 30.000 gebaseerd op '...bijna 100 handschriften ...'. De Duitse nieuwtestamenticus Eberhard Nestle (1851-1913) schatte echter wel 150.000–200.000. De Amerikaanse Bijbelgeleerde Bart D. Ehrman (1955) schat tussen de 200.000 en 400.000 varianten in enkele miljoenen bladen handschrift. Ehrman benadrukt dat men niet kan weten wat er in het oorspronkelijke Nieuwe Testament stond geschreven, omdat de oorspronkelijke 27 boeken allemaal verloren zijn gegaan en hoe ouder de gekopieerde handschriften zijn, hoe meer ze van elkaar verschillen, en dus kan de originele tekst vrijwel onmogelijk correct overgeleverd zijn. Volgens een schatting uit 1982 van de Duits tekstcriticus Kurt Aland (1915-1994) en zijn vrouw Barbara (1937) is 62,9% van het Nieuwe Testament min of meer variantvrij overgeleverd; voor de overige 37,1% bestaan er significante tekstvarianten (zie Novum Testamentum Graece).

### Categorisering
Sedert 1981 zijn de Oudgriekse handschriften van het Nieuwe Testament ingedeeld in vijf groepen.
In dit artikel wordt een verkorte lijst van tekstvarianten van het Nieuwe Testament geboden.
Legenda:
- mss: afkorting van manuscripts oftewel "handschriften".
- {\displaystyle {\mathfrak {P}}}: papyrus
- getal beginnend met "0": unciaal
- getal niet beginnend met "0": minuskel
- ℓ: lectionarium
- "Byz" of 𝔐: Byzantijnse tekst
- ƒ of f: Familie
- vg: Vulgaat
- A: Codex Alexandrinus
- B: Codex Vaticanus
- C: Codex Ephraemi Rescriptus
- Dea: Codex Bezae
- Dp: Codex Claromontanus
- Ke: Codex Cyprius
- Kap: Codex Mosquensis I
- Le: Codex Regius (Nieuwe Testament)
- Lap: Codex Angelicus
- Papr: Codex Porphyrianus
- W: Codex Washingtonianus
- Z: Codex Dublinensis
- Γ: Codex Tischendorfianus IV
- Δ: Codex Sangallensis 48
- Θ: Codex Koridethi
- Π: Codex Petropolitanus
- Φ: Codex Beratinus
- Ξ: Codex Zacynthius
- Ψ: Codex Athous Laurensis
- Ω: Codex Athous Dionysius
- א: Codex Sinaiticus
- ff1: Codex Corbeiensis I

Dit overzicht is mogelijk incompleet; u kunt helpen door het uit te breiden.

## Evangelie volgens Matteüs

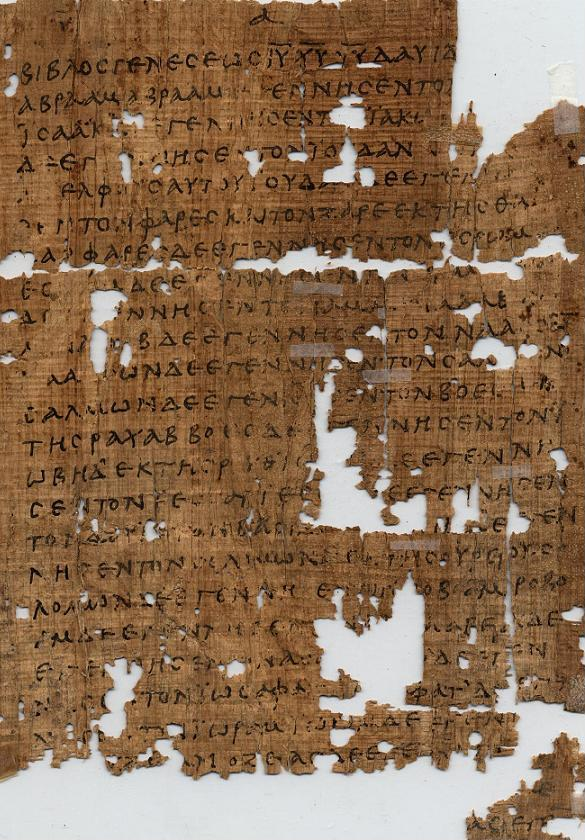
Papyrus 1 met tekst Matteüs 1,1-9; 1,3 heeft de variant Ζαρε voor Ζαρα

Matteüs 1,3
Ζαρε — {\displaystyle {\mathfrak {P}}}1 B mae-1
Ζαρα — rell (bijv., alle andere bestaande handschriften)
Matteüs 1,6
Δαυιδ δε ο βασιλευς (Ook David de koning) — C Ke L W Δ Π 33 157 892 1071 𝔐 itmss vg syrh geo
Δαυιδ δε (Ook David) — {\displaystyle {\mathfrak {P}}}1 א B Γ ƒ1 ƒ13 579 700 itg1,k vgmss syrs, c,p cop arm Didymus
Matteüs 1,16
Ιησους (Jezus) — weggelaten door ƒ1
Matteüs 1,18
Ιησου (Jezus) — W
Χριστου (Christus) — 71 Latt syrs,c Diatessaronsyr Theophilus Irenaeuslat Chromatius Hiëronymuspt Augustinus
Χριστου Ιησου (Christus Jezus) — B Origenespt Hiëronymuspt
Ιησου Χριστου (Jezus Christus) — rell
Matteüs 1,19
δειγματισαι (belasteren ) — Sinaiticus1, B, Z, f1
παραδειγματισαι (belasteren ) — Sinaiticus*, 2, C, L, W, Θ, f13, handschriften van de Byzantijnse tekst
Matteüs 1,21
τεξεται δε σοι υιον (Dan zal zij u een zoon baren) — syrs,c
τεξεται δε υιον (Dan zal zij een zoon baren) — rell
Matteüs 1,21
αυτος γαρ σωσει τον κοσμον (want hij zal de wereld redden) — syrc
αυτος γαρ σωσει τον λαον αυτου (want hij zal zijn volk redden) — rell
Matteüs 1,22
δια Ησαιου του προφητου (door Jesaja de profeet) — D 269 954 ita,b,c,d vgmss syrs,h,pal copsams arm Diatessaronsyr Irenaeuslat
δια στοματος Ησαιου του προφητου (bij monde van Jesaja de profeet) — syrc
δια του προφητου (door de profeet) — rell
Matteüs 1,23
καλεσεις το ονομα (usg zal hem noemen) — B D 2* itd(c),ff1 copbomss Origenes Eusebius
καλεσει το ονομα (hij zal zich noemen) — itd*
καλεσουσιν το ονομα (ze zullen hem noemen) — rell
Matteüs 1,24
ἐγερθεὶς (wakker) — א, B, C, Z, 071, f1
διεγερθεὶς (werd wakker) — C3, Dea, L, W, 087, f13, Byzantijnse mss
Matteüs 1,25
υἱὸν (een zoon) — א, B, Zvid, 071vid, ƒ1, ƒ13, pt, 33, 1192 itb,c,g1,k syrc,palmss mae-1 geo Ambrosius Chromatius
αυτω υιον (aan hem een zoon) — syrs
τον υιον (de zoon) — copbo
υιον αυτης (haar zoon) — 1182 copsa
τον υιον τον πρωτοτοκον (de eerstgeboren zoon) — D* L itd,q
τὸν υἱὸν αὐτῆς τὸν πρωτότοκον (zijn eerstgeboren zoon) — C, D, Ke, L (laat αὐτῆς weg), W, Δ, Π, 28, 565, 700, 892, 1009, 1010, 1071, 1079, 1195, 1216, 1230, 1241, 1242, 1365, 1646, 2148, 2174, Byz, Lect, ℓ 70, ℓ 185, ℓ 333, ℓ 1761, itaur, f, ff1, vg
Matteüs 2,3
πασα (iedereen) — weggelaten door D
Matteüs 2,4
παρ' αυτων (bij zich) — weggelaten door D Γ
Matteüs 2,5
per Esiam prophetam dicentum (door Jesaja de profeet die zei) — ita
δια του προφητου Μιχαιου (door de profeet Micha) — 4 copboms
δια του προφητου (door de profeet) — rell
Matteüs 2,9
επανω (boven) — weggelaten door syrs Origenes
Matteüs 2,9
του παιδιου (van het kind) — D it
ου ην το παιδιον (waar het kind was) — rell
Matteüs 2,11
ευρον (ze vonden) — 2c, 474, itaur,b,c,ff1,g1 vg
ειδον (ze zagen) — rell
Matteüs 2,11
τας πηρας (hun tas) — Epiphanius
τους θησαυρους (hun schatkisten) — rell
Matteüs 2,15
του στοματος Ησαιου του προφητου (bij monde van Jesaja de profeet) — syrs
του προφητου (de profeet) — rell
Matteüs 2,17
ρηθεν υπο Κυριου δια Ιερεμιου (gesproken door de Heer middels Jeremia) — D itaur
Matteüs 2,18
κλαυθμὸς (tranen) — א, B, 0250, f1, it(q), aur, b, c, f, ff1, g1, k, l, 1, vg, syrp, pal, copsa, bo, eth
θρηνος (geklaag) — copbo
θρῆνος καὶ κλαυθμός (geklaag en geween) — C, D, K, L, W, Δ, Π, f13, 28, 33, 565, 700, 892, 1009, 1010, 1071, 1079, 1195, 1216, 1241, 1253, 1365, 1546, 1646, 2148, 2174, Byz, ℓ 70, ℓ 150, ℓ 185, ℓ 1761, syrcur, syrs, syrh, arm
Matteüs 2,18
βρυγμος (tandgeknars) — Z
οδυρμος (gekerm) — rell
Matteüs 2,21
ηλθεν (ging) — D, L, W, 0233, 0250, f1, f13 ℳ
εισηλθεν (ingevoerd) — א B C pc
επανηλθεν — copsa Eusebius
Matteüs 3,3
φωνη βοωντος εν τη ερημω (luid klinkt een stem in de woestijn) — weggelaten door syrs
Matteüs 3,3
ευθειας ποιειτε τας τριβους αυτου (maak recht zijn paden) — weggelaten door itk syrs
Matteüs 3,3 (zie Jesaja 40,3)
του Θεου ημων (van onze God) — itb syrc Irenaeus
weggelaten (zie vorige variant) — itk syrs
αυτου — rell
Matteüs 3,5
παιδια Ιεροσολυμα (de kinderen van Jeruzalem) — syrs,c
τα Ιεροσολυμα (de Jeruzalemieten) — 157 1071c
πασα Ιεροσολυμα (heel Jeruzalem) — 517 892 1424
πασα η Ιεροσολυμα (iedereen uit Jeruzalem) — ƒ1 22 1365 ita,k,l vgms arm Origenes
Ιεροσολυμα (Jeruzalem) — rell
Matteüs 3,6
εις τον Ιορδανην (de Jordaan in) — 983 1689
εν τω Ιορδανη (in de Jordaan) — C3 D K L Π ƒ13 28 700 892 𝔐 lat mae-1
εν τω Ιορδανη ποταμω (in de Jordaanrivier) — א B C* M S W Δ 0233 ƒ1 22 33 157 346 579 1424 itq syr cop arm Origenes
Matteüs 3,9
εν εαυτοις (bij jullie zelf) — weggelaten door itmss syrs Chrysostomus
Matteüs 3,11
οπισω μου (na mij) — weggelaten door {\displaystyle {\mathfrak {P}}}101 ita,d copsamss Cyprianus
Matteüs 3,11
και πυρι (en vuur) — weggelaten door E S V Ω 2 28 517 579 1424 𝔐 syrpal
Matteüs 3,14
Ιωαννης (Johannes) — weggelaten door א* B 𝑙1043 copsa Eusebius
Matteüs 3,15
τοτε αφιησιν αυτον βαπτισθηναι (Toen stond hij hem toe om gedoopt te worden.) — syrs,c
[τοτε αφιησιν αυτον] et cum baptizaretur lumen ingens circum fulsit de aqua, ita ut timerent omnes qui advenerant (Toen stond hij het hem toe. En toen hij gedoopt zou worden, scheen een enorm licht uit het water, zodat zij alleen vreesden voor hij die gekomen was.) — ita
[τοτε αφιησιν αυτον] et cum baptizaretur Iesus lumen magnum fulgebat de aqua, ita ut timerant omnes qui congregati erant (Toen stond hij het hem toe. En toen Jezus gedoopt zou worden, was een groot licht uit het water aan het schijnen, zodat allen die bijeengekomen waren zouden vrezen.) — itg1
και πυρ ανηφθη εν τω Ιορδανη (En een vuur ontstak in de Jordaan.) — Justinus de Martelaar
...het licht dat verscheen op het water van de Jordaan... — DiatessaronTatianus (volgens Efrem de Syriër)
και ευθυς περιελαμψε τον τοπον φως μεγα (En onmiddellijk verlichtte een groot licht die plek) — EvangelieHeb (volgens Epiphanius)
τοτε αφιησιν αυτον (Toen stond hij het hem toe.) — rell
Matteüs 3,17
λεγουσα προς αυτον Συ ει ο υιος μου (die tegen hem zei, "Jij bent mijn zoon") — D ita,d syrs,c,pal Irenaeus
λεγουσα Ουτος εστιν ο υιος μου (die zei, "Dit is mijn zoon") — rell
Matteüs 4,2
και νυκτας τεσσερακοντα (en veertig nachten) — weggelaten door ƒ1 syrc Irenaeus
Matteüs 4,4
εκπορευομενω δια στοματος (dat uit de mond komt) — weggelaten D ita,b,d,g1 Clemens Tertullianus Augustinus
Matteüs 4,6
βαλε σεαυτον εντευθεν κατω (werp uzelf dan vanaf hier naar beneden) — C* Θ syrs copbo
βαλε σεαυτον κατω (werp uzelf dan naar beneden) — rell

## Evangelie volgens Marcus

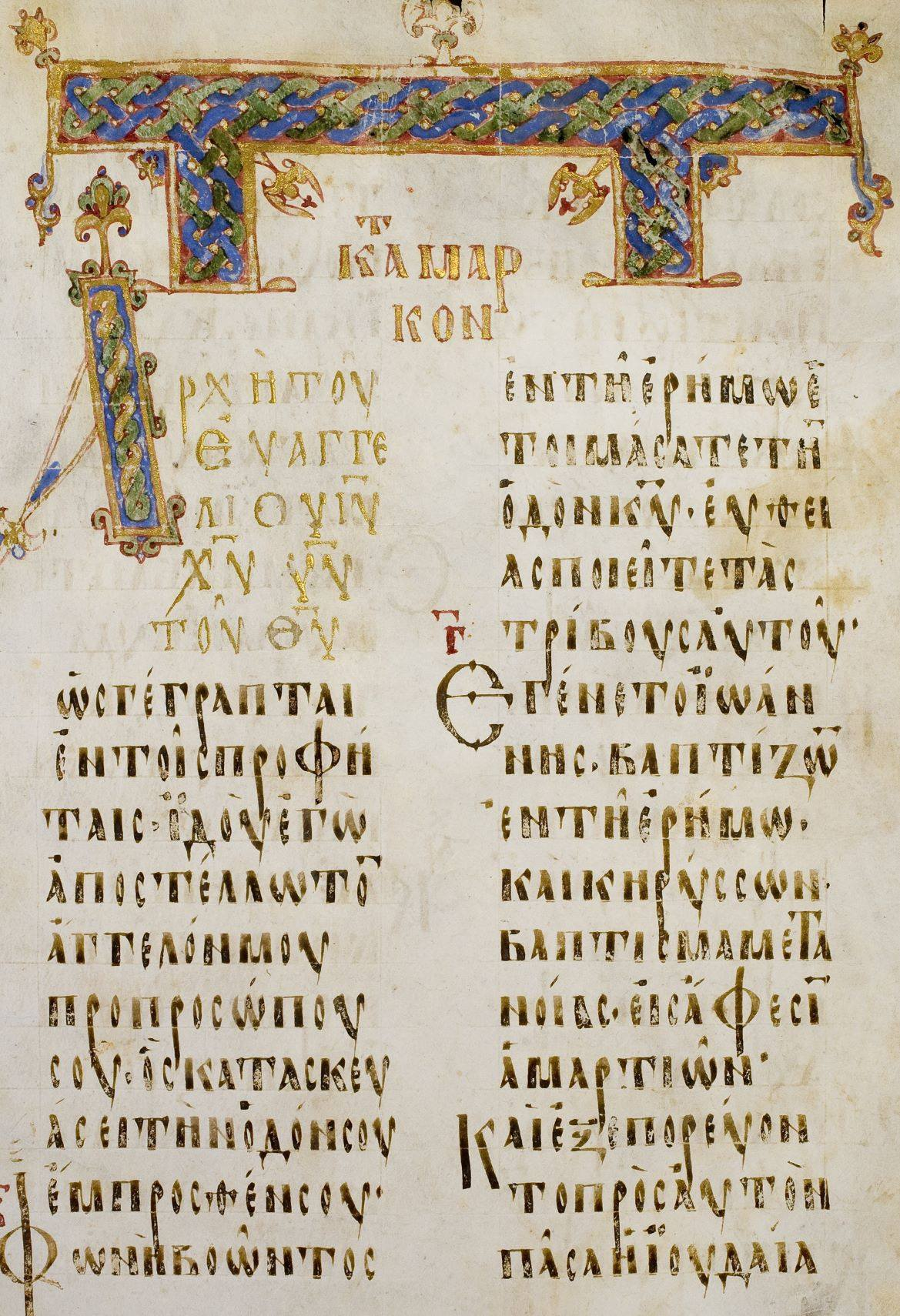
Codex Boreelianus, Marcus 1,1-5a

Marcus 1,2
ἐν τοῖς προφήταις (in de profeten) – A, W, f13, Byz
ἐν τῷ Ἠσαἲᾳ τῷ προφήτῃ (in de profeet Jesaja) – א, B, L, D
ἐν Ἠσαἲᾳ τῷ προφήτῃ (in de profeet Jesaja) – D, Θ, f1
Marcus 1,8
ἐν πνεύματι ἁγίῳ (met de Heilige Geest) — א, A, D, K, W, Δ, Θ, Π, f1, f13
πνεύματι ἁγίῳ (met de Heilige Geest) — B, L
ἐν πνεύματι ἁγίῳ καὶ πυρί (met de Heilige Geest en vuur) — P, 1195, 1241, ℓ 44, syrh
Marcus 1,13
καὶ ἦν ἐν τῇ ερημω (Hij was in de woestijn) — א, A, B, D, L, Θ, 33, 579, 892, 1342, 2427
καὶ ἦν ἐκει ἐν τῇ ερημω (Hij was aldaar in de woestijn ) — W, Δ, 157, 1241, Byz, TR
καὶ ἦν ἐκει (Hij was aldaar) — 28, 517, 565, 700, f1, Familie Π, syrs
weggelaten — f13
hiaat — C, Ψ, syrc

## Evangelie volgens Lucas
Lucas 2,7
φατνη (kribbe) — א A B D L W Θ Ξ 700
τη φατνη (de kribbe) — Ψ 053 f1 f13 Byz
τω σπηλαιω φατνη (de grot kribbe) — Origenes (Epiphanius)
Lucas 2,9
εφοβηθησαν σφοδρα (ze vreesden hevig (NBV: zodat ze hevig schrokken)) – Β
εφοβηθησαν φοβον μεγαν (Ze vreesden met grote vrees) – א A D L Ψ 053 f1 f13 Byz
εφοβηθησαν φοβον μεγαν σφοδρα (Ze vreesden hevig met grote vrees) – W copsa
Lucas 8,26
Γερασηνων (Gerasenen) — {\displaystyle {\mathfrak {P}}}75 B D 0267
Γεργεσηνων (Gergesenen) — א L Θ Ξ, f1, 33, 700, 1241
Γαδαρηνων (Gadarenen) — A R W Ψ 0135 f13, Byz
Lucas 8,43
ιατροις προσαναλωσασα ολον τομ βιον (na al haar geld aan artsen te hebben uitgegeven) : א A (C) L W Θ 040 (Ψ) f1 f13 33 (1424) R (lat sy c.p.h bo)
weggelaten – Papyrus 75, Vaticanus, (Bezae), Syro Sinaitica, Sahadic
Lucas 9,35
ἐκλελεγμένος (De uitverkorenen) — {\displaystyle {\mathfrak {P}}}45 {\displaystyle {\mathfrak {P}}}75 א B L Ξ 892 1241 a aur ff2 l vgst syrs
εκλεκτος (verkozen) — Θ f1 1365
αγαπητος (geliefd) — A C K P W X Δ Π f13 28 33 565 700 Byz Marcion
αγαπητος εν ο ευδοκησα (geliefde, in hem vind ik vreugde) — C3 D Ψ ℓ 19 ℓ 31 ℓ 47 ℓ 48 ℓ 49 ℓ 49m ℓ 183 ℓ 183m ℓ 211m

## Evangelie volgens Johannes

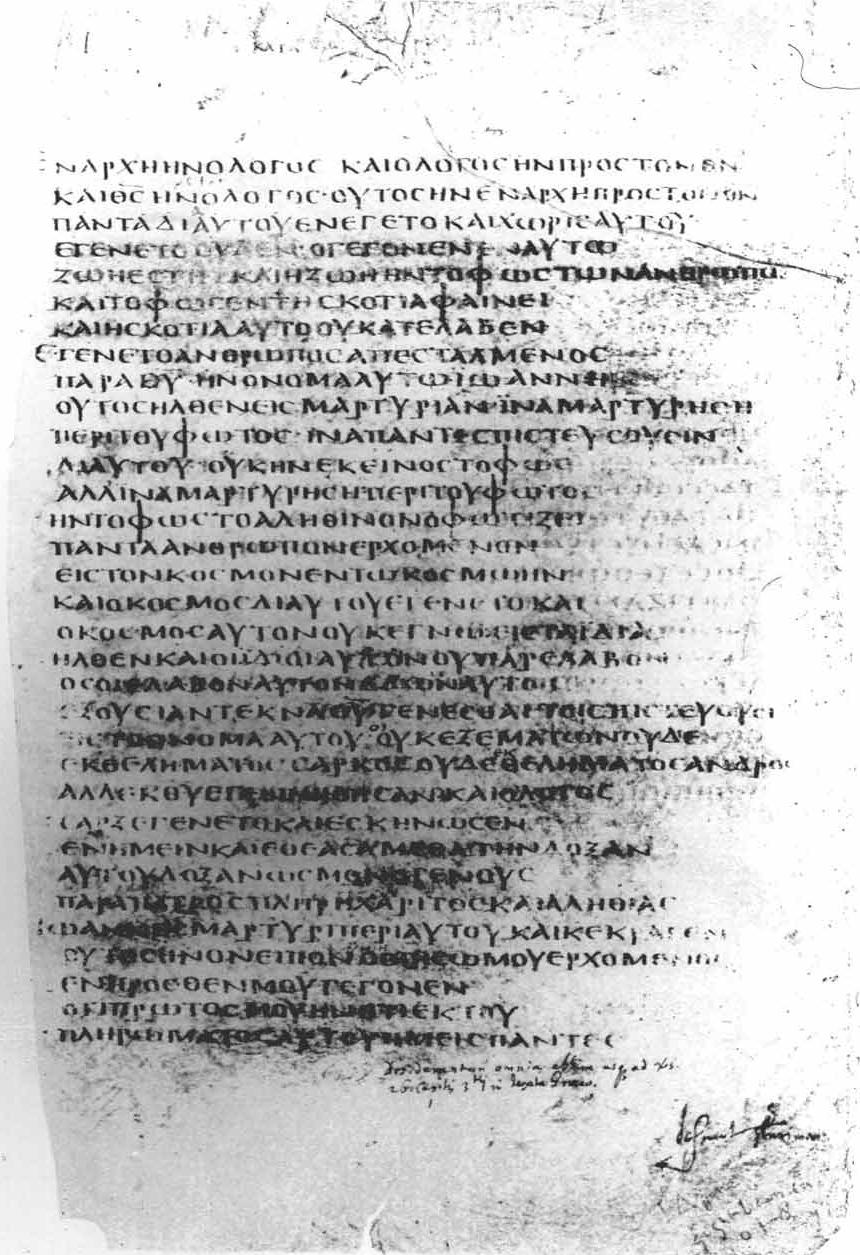
Codex Bezae, Johannes 1,1-16

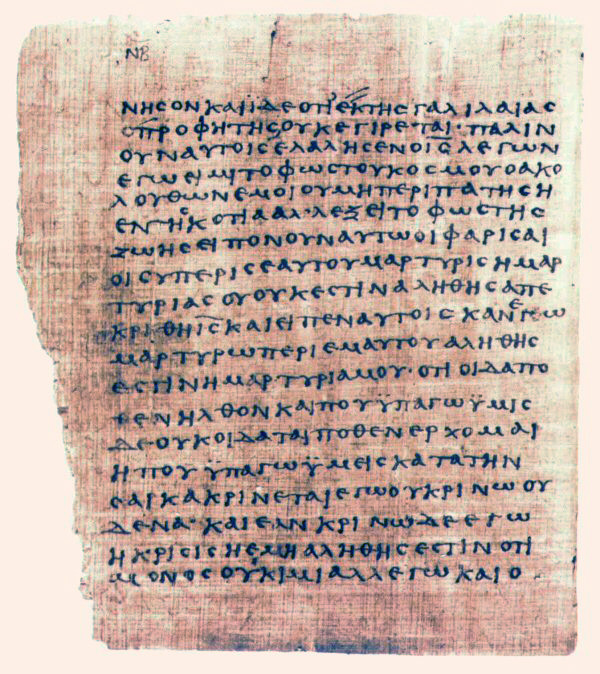
^{66} - mist Joh 7,53-8,11

Johannes 1,4
ἐν αὐτῷ ζωὴ ην (in hem was het leven) — meerderheid van de Alexandrijnse, Byzantijnse, en Caesareaanse tekst.
ἐν αὐτῷ ζωὴ ἐστίν (in hem is het leven) — Codex Sinaiticus, Codex Bezae en enkele Oud-Latijnse en Koptisch-sahidische vertalingen.
Johannes 1,18
ὁ μονογενὴς υἱὸς (de enige zoon) — A, C3, K, X, Δ, Θ, Π, 063, 0234, f1, f13, 28, 565, 700, 892, 1009, 1010, 1071, 1079, 1195, 1216, 1230, 1241, 1242, 1253, 1344, 1365, 1546, 1646, 2148, Byz
ὁ μονογενὴς θεὸς (de enige God ) — {\displaystyle {\mathfrak {P}}}75, אc, 33, copbo
μονογενὴς θεὸς (alleen God) — {\displaystyle {\mathfrak {P}}}66, א*, B, C*, L
Johannes 1,28
ἐν Βηθανίᾳ ἐγένετο — {\displaystyle {\mathfrak {P}}}59vid, {\displaystyle {\mathfrak {P}}}75, A, B, C*, L, Wsupp, X, Δ, Θ, Ψ, 063, 28, 565, 700, 892*, 1009, 1010, 1071, 1195, 1216, 1241, 1242, 1253, 1344, 1365*, 2148, 2174, Byz, Lect, it, vg, syr
ἐγένετο ἐν Βηθανίᾳ — {\displaystyle {\mathfrak {P}}}66, א*, ita, b, e, r1, copsa
ἐν Βηθαβαρᾷ ἐγένετο — C2, Ke, Ψ, 083, 0113, f1, f13, 33, 1079, 1230, 1365c, 1546, 1646c, en Byz
ἐν Βηθαραβᾷ ἐγένετο — 892, syrhmg, Origenes
ἐγένετο ἐν Βηθαραβᾷ — א2
Johannes 5,2
βηθζαθα (Bèthzatha) – א 33 b 1 ff2
βηλζεθα (Bèlzétha) – D a r1
βηζαθα (Bèzatha) – L e
βηθεσδα (Bèthésda) – A C Byz f q TR
βησθεσδα (Bèsthésda) – N
βηθσαιδα (Bèthsaida) – {\displaystyle {\mathfrak {P}}}75 B W 0125 aur c vg bo
βηδσαιδα (Bèdsaida) – {\displaystyle {\mathfrak {P}}}66 sa
Johannes 7,53-8,11
Johannes 18,11
παντες γαρ οι λαβοντες μαχαιραν εν μαχαιρα απολουνταιν (allen die het zwaard opnemen zullen er door vergaan) – Θ

## Handelingen van de Apostelen
Handelingen 1,5
ἔως τῆς πεντηκοστῆς — Codex Bezae, copsa
Handelingen 1,10.11
εἰς τὸν οὐρανόν — weggelaten D, 33c, 242, 326*
Handelingen 2,5
κατοικοῦντες Ἰουδαῖοι, ἄνδρες εὐλαβεῖς — A, B
κατοικοῦντες εν Ἰερουσαλὴμ, ἄνδρες Ἰουδαῖοι — C3 (Ἰουδαῖοι ἄνδρες), D (εὐλαβεῖς ἄνδρες), Ea (Ἰουδαῖοι κατοικοῦντες), Ψ, 049, 056, 0142, 33, 81, 88, 104, 181, 326, 330, 436, 451, 614, 629, 630, 945, 1241, 1505, 1739, 1877, 2127, 2412, 2492, 2495, Byz, Lect
κατοικοῦντες ἄνδρες εὐλαβεῖς — א, itph, syrp
κατοικοῦντες Ιουδαιοι — ℓ 603
Handelingen 17,26
εξ ενος – {\displaystyle {\mathfrak {P}}}74, א, A, B, 33, 81, 181, 629, 630, 1739, vg, copsa, bo
εξ ενος αιματος – D, E, P, 049, 056, 0142, 88, 104, 326, 330, 436, 451, 614, 945, 1241, 1505, 1877, 2127, 2412, 2492, 2495, Byz Lect
εξ ενος στοματος – Ψ, ℓ 603
wegelaten door ethro
Handelingen 18,26
την οδον του θεου – {\displaystyle {\mathfrak {P}}}74, א, A, B, 33, 88, 181, 326, 436, 614, 2412, ℓ 60, ℓ 1356
την οδον του κυριου – E, 1505, 2495, ℓ 598
τον λογον του κυριου – 945, 1739

## Romeinen

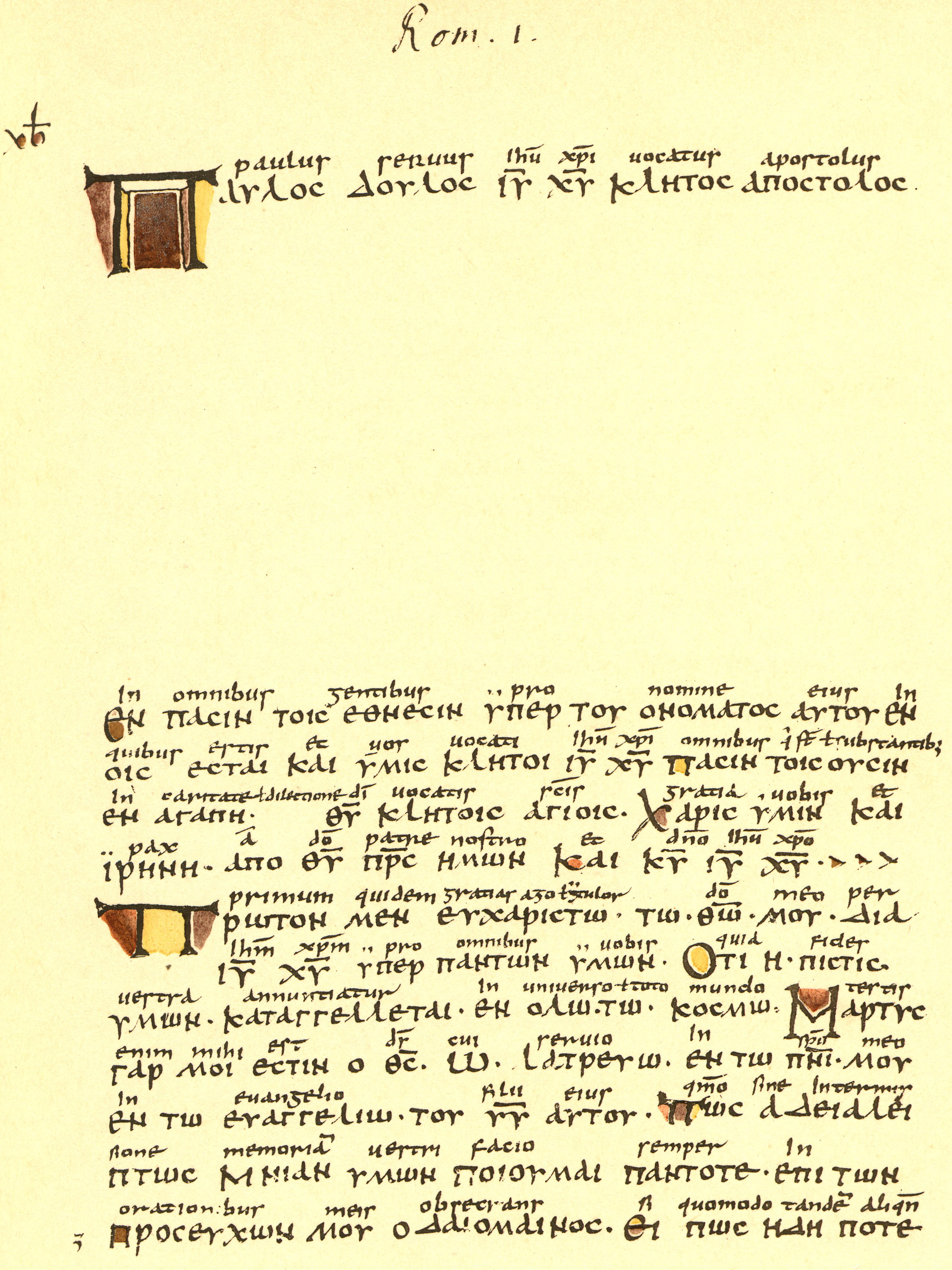
Eerste bladzij van de Codex Boernerianus; in Rom 1,7 wordt "in Rome" vervangen door "in liefde"

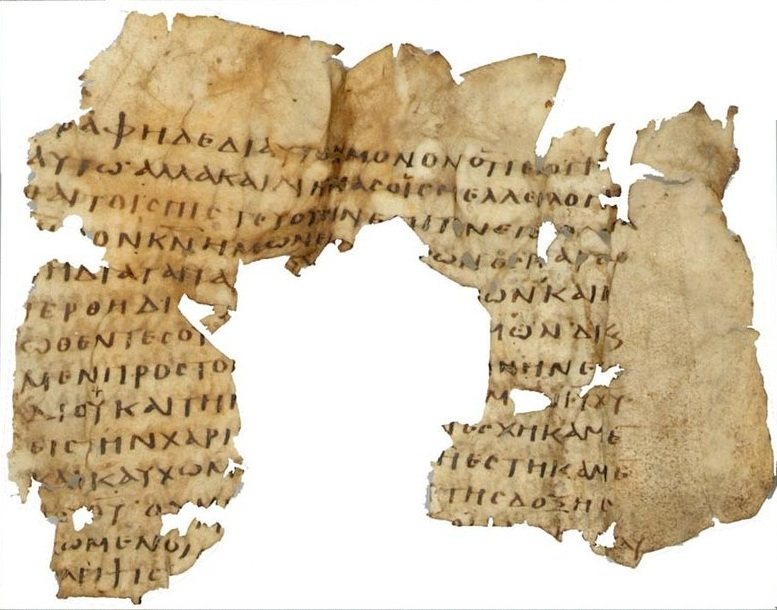
Romeinen 4,23-5,3 in Unciaal 0220

Romeinen 1,7 
ἐν Ῥώμῃ (in Rome) — א A B C Dp K P Ψ 33 81 88 104 181 330 436 451 614 629 630 1241 1739txt 1877 1881 1962 1984 1985 2127 2492 2495 Byz Lect it vg syr cop arm Origenes Ambst. Augustinus
ἐν ἀγάπῃ θεοῦ (in liefde voor God) — Codex Boernerianus
weggelaten door 1739mg 1908 Origenes
Romeinen 1,8
περι (over) — א A B C Dp Kap 33 81 1506 1739 1881
υπερ (boven) — Dc G Ψ Byz
Romeinen 1,15
ἐν Ῥώμῃ (in Rome) — weggelaten door Ga
Romeinen 1,29
πονηρια πλεονεξια κακια – B 0172vid 1739 1881 Origenes Basil
πονηρια κακια πλεονεξια – א A copbomss
κακια πονηρια πλεονεξια – C Dsupp.c 33 81 copsa, bo eth
κακια πορνεια πλεονεξια – Dsupp.* G (629 voegt πονηρια toe) itd, e, g
πορνεια πονηρια πλεονεξια κακια – L Ψ (88 voegt και toe na elk woord) 326 330 436 451 614 630 1241 1877 1962 1984 1985 2127 2492 2495 Byz Lect syrh arm
πορνεια αδικια πλεονεξια κακια – 181
πονηρια πορνεια πλεονεξια κακια – 104 vg?
και πορνεια πλεονεξια κακια – P
πλεονεξια κακια – K
Romeinen 3,26
Ἰησοῦ (van Jezus) — א, A, B, C, K, P, 81, 88, 104, 181, 630, 1241, 1739, 1881, 1877, 1962, 2495, Byz, ℓ 598, ℓ 599, ℓ 603
Ἰησοῦν (aan Jezus) — D, Ψ, 33, 326, 330, 436, 451, 614, 1985, 2127, 2492
Ἰησοῦν Χριστόν (aan Jezus Christus) — 1984
Ἰησοῦ Χριστοῦ (van Jezus Christus) — 629
κυρίου ἡμῶν Ἰησοῦ Χριστοῦ (van onze Heer Jezus Christus) — syrp
weggelaten door F, G, 336, it
Romeinen 6,11
ἐν Χριστῷ Ἰησοῦ (in Christus Jezus) — p46, A, B, D, G, Ψ, 629, 630, 1739, it, vg
ἐν Χριστῷ Ἰησοῦ τῷ κυριῷ ἡμῶν (in Christus Jezus onze Heer) — א, C, K, P, 33, 81, 88, 181, 326, 330, 436, 451, 614, 1241, 1739, 1877, 1881, 1962, 1984, 1985, 2127, 2492, 2495, Byz, Lect
ἐν Χριστῷ τῷ κυριῷ ἡμῶν —(in Christus onze Heer) 104
weglating itr
Romeinen 6,16 
εἰς θάνατον (tot de dood) — weggelaten door D, 1739*, d, r, am, pesh, sa, armmss, Ambrosiaster
Romeinen 6,17
καρδιας (van het hart) — meerderheid van mss
καθαρας (van het zuivere) — A
Romeinen 8,1
Ιησου – א, B, D, G, 1739, 1881, itd, g, copsa, bo, eth
Ιησου μη κατα σαρκα περιπατουσιν – A, Db, Ψ, 81, 629, 2127, vg
Ιησου μη κατα σαρκα περιπατουσιν αλλα κατα πνευμα – אc, Dc, K, P, 33, 88, 104, 181, 326, 330, (436 laat μη weg), 456, 614, 630, 1241, 1877, 1962, 1984, 1985, 2492, 2495, Byz, Lect
Romeinen 9,11
κακον – p46, D, F, G, Ψ, Byz
φαυλον – א, B, C, 6, 81, 365, 630, 945, 1506, 1739, 1881, al
Romeinen 10,21 
καὶ ἀντιλέγοντα (en tegensprekend) — weggelaten door F, G, g, Ambrosiaster, Hilarius
Romeinen 11,1
τὸν λαόν (van het volk) — א, A, Β, C, D, K, P, Ψ, 33, 81, 88, 181, 330, 436, 451, 614, 629, 630, 1241, 1739, 1877, 1881, 1962, 1984, 1985, 2127, 2492, 2495, Byz, Lect, itar, d, dem, e, z, vg, syrp, h, copsa, bo, arm, Origenes, Eusebius, Chryzostom, Augustinus, Theodoretus
τὴν κληρονομίαν (de erfgenaam) — p46, G, it, goth, Ambrosiaster, Ambrosius, Pelagius
Romeinen 12,9 
ἀποστυγοῦντες τὸ πονηρόν — F, G, lat, syr vervangen door μισουντες το πονηρον
Romeinen 12,11
κυριω — (Heer) p46 א Α Β Db,c P Ψ 33 81 88 104 181 326 330 436 451 614 629 630 1241 1739 1877 1881 1962 1984 1985 2127 2492 2495 Byz
καιρω — (tijden/omstandigheden) D* F G 5
Romeinen 13,1
υπο θεου (onder God) — א Α Β D2 Ψ Byz
απο θεου (door God) — D* F G 629 945
Romeinen 13,9
ου ψευδομαρτυρησεις, ουκ επιθυμησεις — 01 048 81 88 104 326 330 365 436 451 629 1506 1962 1984 2127 2492 2495 Byzpt ℓ 597 ℓ 598 ℓ 599 a b vgcl (syrh) copbo
ου ψευδομαρτυρησης, ουκ επιθυμησης — P
ουκ επιθυμησεις — p46 Α Β D F G L Ψ 6 33 181 614 630 1175 1241 1739 1877 1881 vgst syrp copsa
ουκ επιθυμησεις, ου ψευδομαρτυρησεις — 2495
Romeinen 15,19
πνευματος θεου (Gods Geest) — p46 א D P Ψ 88 181 326 436 614 629 1241
πνευματος αγιου (Heilige Geest) — A D G 33 81 104 630 1739
πνευματος θεου αγιου (Gods Heilige Geest) — 330 451
Romeinen 15,29
Χριστου (van Christus) – p46 א Α Β C D G P 81 629 630 1739 1881 ar d e f g x z vgww cop arm
του ευαγγελιου του Χριστου (van het Evangelie van Christus) – אc Ψ 33 88 104 181 326 330 436 451 614 1241 1877 1962 1984 2127 2492 2495 Byz Lect vgcl syrp,h
της διδαχης του Χριστου (van de leer van Christus) – ethro
Romeinen 15,31
διακονια – p46 א Α C Dc P Ψ 33 81 88 104 181 326 330 436 451 614 629 630 1241 1739 1877 1881 1962 1984 1985 2127 2492 2495 Byz Lect
δωροφορια – B D Ggr
Romeinen 16,15
Ιουλιαν, Νηρεα – א Α Β C2 D P Ψ 33 81 88 104 181 326 330 436 451 614 629 630 1241 1739 1877 1881 1962 1984 1985 2127 2492 2495 Byz Lect it vg syr cop arm
Βηρεα και Αουλιαν – p46
Ιουνιαν, Νηρεα – C Ggr
Romeinen 16,20
ἡ χάρις τοῦ κυρίου ἡμῶν Ἰησοῦ (Χριστου) μεθ' ὑμῶν (De genade van onze Here Jezus (Christus) met u) — mss van de Alexandrijnse, Caesarese en Byzantijnse teksttypes
weggelaten door D*vid, Fp, G, d, f, g, m, bodl Ambrosiaster Pelagiusms
Romeinen 16,24
Vers weggelaten door Codex Sinaiticus A B C 5 81 263 623 1739 1838 1962 2127 itz vgww copsa,bo ethro Origeneslat)
Vers opgenomen door D G Ψ 88 181 326 330 451 614 629 630 1241 1877 1881 1984 1985 2492 2495 Byz Lect it vgcl syrh
Vers opgenomen, maar volgend op 16,27 P 33 104 256 436 1319 1837 syrp arm
Romeinen 16,25-27
verzen weggelaten door F, G, 629, d**?, g, goth?, Hiëronymusmss

## 1 Korintiërs

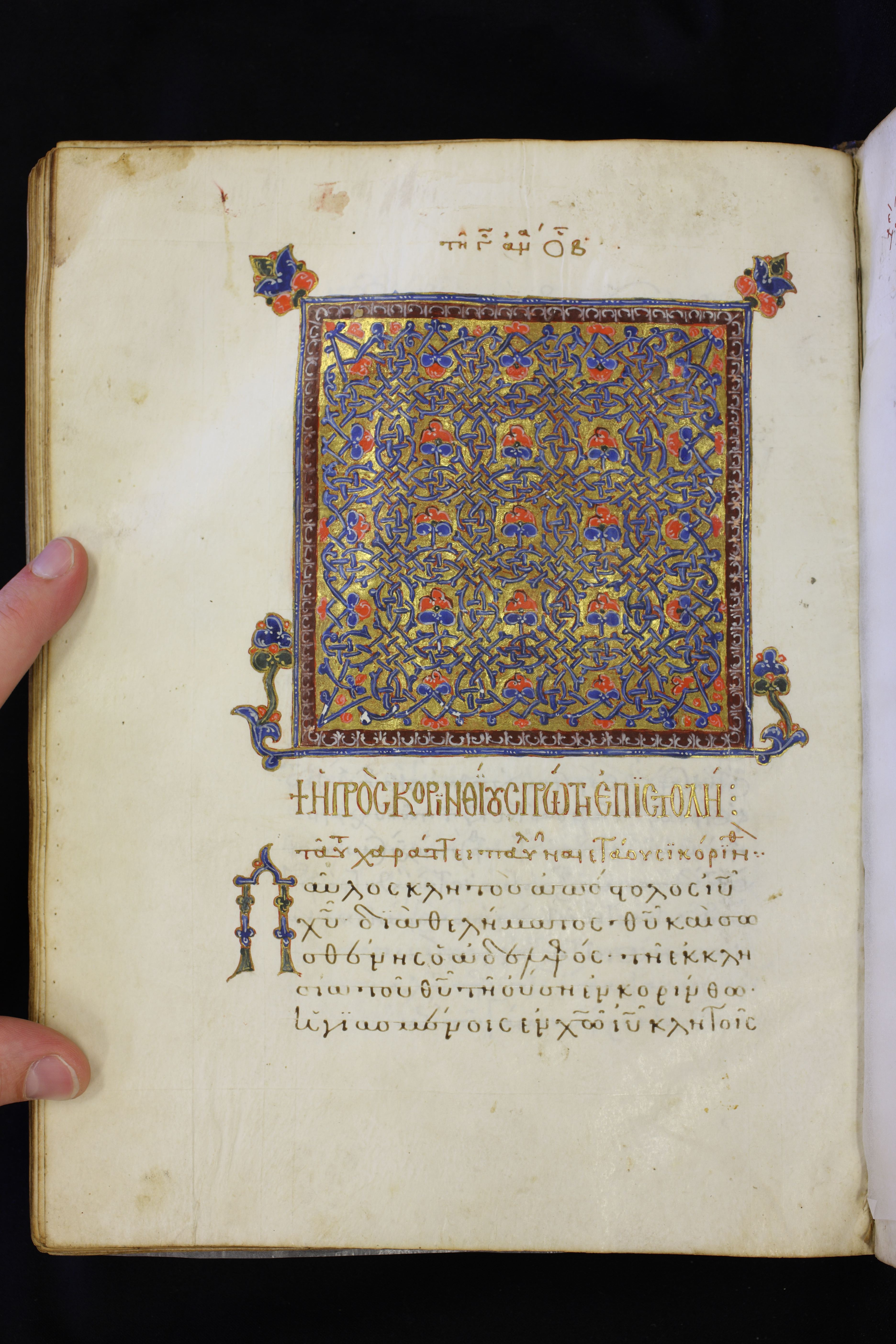
De eerste bladzij van 1 Kor. in Minuskel 223

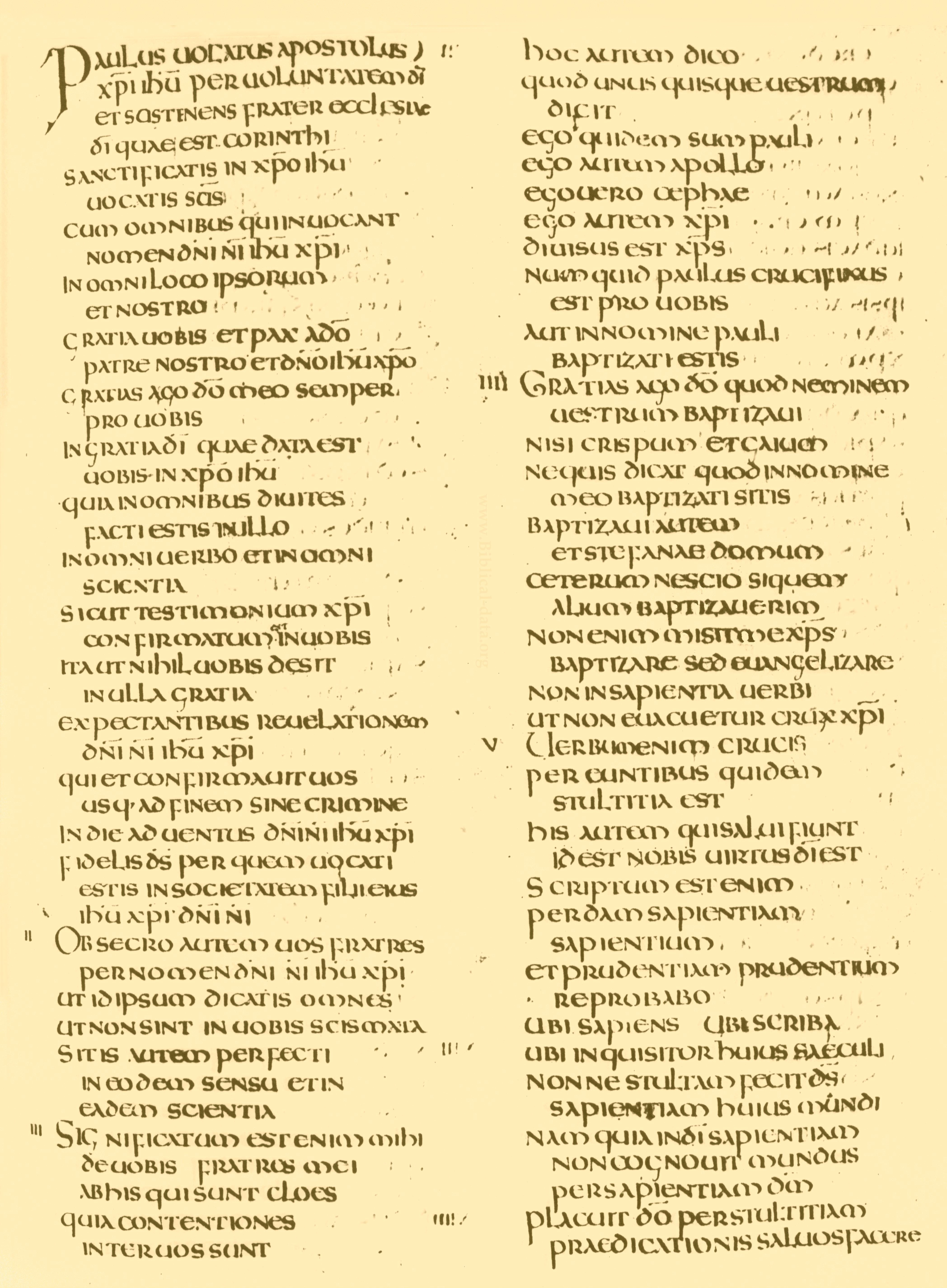
Codex Amiatinus met tekst van 1 Kor. 1,1-21

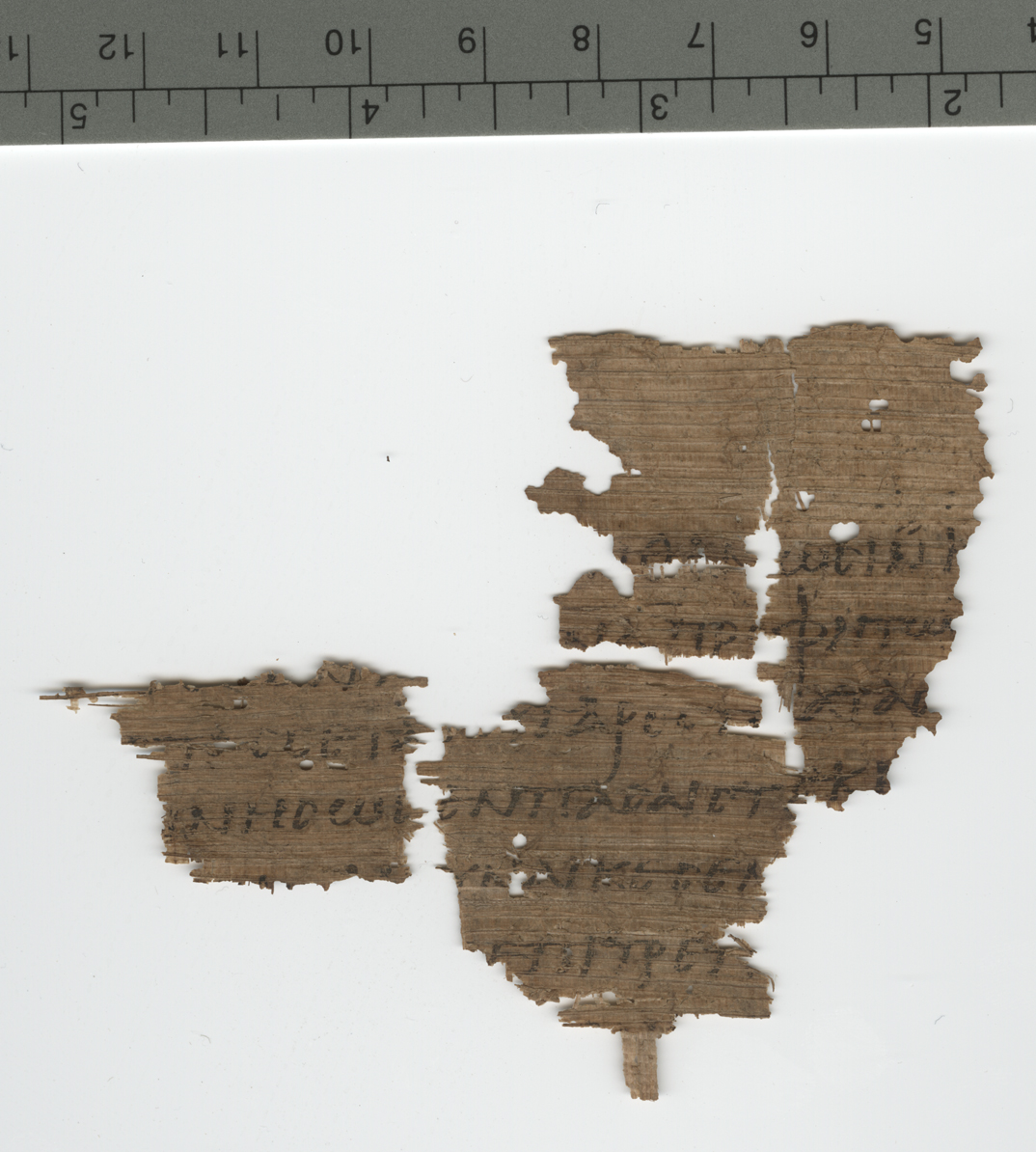
1 Kor 14,31-34 uit Papyrus 123

1 Korintiërs 1,8
ημερα (dag) — meerderheid
παρουσια (wederkomst) — D F G
1 Korintiërs 2,1
μυστηριον (geheim) – {\displaystyle {\mathfrak {P}}}46, א, Α, C, 88, 436, ita,r, syrp, copbo
μαρτυριον (getuigenis) – B D G P Ψ 33 81 104 181 326 330 451 614 629 630 1241 1739 1877 1881 1962 1984 2127 2492 2495 Byz Lect it vg syrh copsa arm eth
ευαγγελιον (Evangelie) – Theodoretus
σωτηριον (verlossing) – 489, ℓ 598pt, ℓ 599
1 Korintiërs 2,4
πειθοις σοφιας λογοις (overtuigende woorden van wijsheid) – (א λογος) B (Dgr 33 πιθοις) Dc 181 1739 1877 1881 itr1 vgww eth
πειθοις σοφιας (overtuigende wijsheid) – {\displaystyle {\mathfrak {P}}}46 Ggr
πειθοι σοφιας (overtuigende wijsheid) – 35 itf,g
πειθοις ανθρωπινης σοφιας λογοις (overtuigende woorden van menselijke wijsheid) – C Ψ (A P 326 330 πιθοις) 81 88 104 436 451 614 629 1241 1984 2127 2492 Byz vgcl syrh copbo
πειθοις ανθρωπινης σοφιας (overtuigende menselijke wijsheid) – 630
πειθοις ανθρωπινης σοφιας και λογοις (overtuigende menselijke wijsheid en woorden) – 131
1 Korintiërs 2,14
του θεου (van God) – {\displaystyle {\mathfrak {P}}}11, {\displaystyle {\mathfrak {P}}}46, א, A, B, C, D, G, P, Ψ, 33, 81, 88, 104, 181, 326, 436, 614, 629, 630, 1241, 1739, 1877, 1881, 1962, 1985, 2127, 2492, 2495, Byz, Lect, it, vg, syrh, cop, arm
αγιου (van de Geest) – eth
weggelaten door 2 216 255 330 440 451 823 1827 syrp
1 Korintiërs 3,3
ἔρις (twist) — {\displaystyle {\mathfrak {P}}}11, א, B, C, P, Ψ, 81, 181, 630, 1739, 1877, 1881, it, vg
ἔρεις (twisten) — A
ἔρις διχοστασία (twist verdeeldheid) — 623, Chrysostom
ἔρις καί διχοστασίαι (twist en verdeeldheid) — p46, D, 33, 88, 104, 181, 326, 330, 436, 451, 614, 629, 1241, 1984, 1985, 2127, 2492, 2495, Byz, Lect
ἔρις καί ἀρχοστασία (twist en machtsstrijd) — 1962
ἔρεις καί διχοστασίαι (twisten en verdeeldheden) — Ga
1 Korintiërs 3,4
ουκ ανθρωποι (niet [als] mensen) — Papyrus 46, Sinaiticus, Alexandrinus, Vaticanus, Ephraemi, 33, 81, 1175, 1506, 1739, 1881;
ουχι σαρκικοι (niet vleselijk) — Sinaiticus2, Ψ, en de Byzantijnse handschriften lezen;
ουχι ανθρωποι (geen mensen) — D F G 629;
1 Korintiërs 5,5
κυρίου (Heer) — p46, B, 630, 1739, Marcion , Tertullianus, Origenes
κυρίου Ἰησοῦ (Here Jezus) — א, Ψ, 81, 181, 326, 614, 1877, 1985, 2492, 2495, Byz, Lect
κυρίου Ἰησοῦ Χριστοῦ (Here Jezus Christus) — D, 1984
Ἰησοῦ Χριστοῦ (Jezus Christus) — 629
κυρίου ἡμῶν Ἰησοῦ (onze Heer Jezus) — 048, copbo, eth
κυρίου ἡμῶν Ἰησοῦ Χριστοῦ (onze Heer Jezus Christus)— A, G, P, 33, 88, 104, 330, 436, 451, 629, 241, 1881, 1962, 2127, it, vg, syrp, h, copsa, bo, arm, Origenes
1 Korintiërs 7,5
τη προσευχη (gebed) – {\displaystyle {\mathfrak {P}}}11, {\displaystyle {\mathfrak {P}}}46, א*, A, B, C, D, F, G, P, Ψ, 33, 81, 104, 181, 629, 630, 1739, 1877, 1881, 1962, it vg, cop, arm, eth
τη νηστεια και τη προσευχη (vasten en gebed) – אc, K, L, 88, 326, 436, 614, 1241, 1984, 1985, 2127, 2492, 2495, Byz, Lect, syrp,h, goth
τη προσευχη και νηστεια (gebed en vasten) – 330, 451, Johannes Damascenus
1 Korintiërs 7,14
αδελφω (door de broer) – {\displaystyle {\mathfrak {P}}}46, א*, A, B, C, D, F, G, P, Ψ, 33, 181, 1739, 1877, 1962, d, e, f, g, cop
ανδρι (door de man/echtgenoot) – אc, Dc, K, L, 81, 88, 104, 326, 330, 436, 451, 614, 630, 1241, 1881, 1984, 1985, 2127, 2492, 2495, Byz, Lect, syrh, goth, arm, eth
ανδρι τω πιστω (door de gelovige man/echtgenoot) – 629 it
1 Korintiërs 9,20
μη ων αυτος υπο νομον (zelf niet onder de wet staande) — weggelaten door D2 K (L) Ψ 81 88 326 330 424 451 460 614 629c 1241 1518 1852 1881 1984 1985 2138 2464 2492 Byz Lect syrp eth geo slav Origenes pt Nestorius Theodoretus
1 Korintiërs 10,9
Χριστον (Christus) – {\displaystyle {\mathfrak {P}}}46 D G K Ψ 88 330 451 614 629 630 1241 1739 1881 1984 2492 2495 Byz Lect
κυριον (de Heer) – א, B, C, P, 33, 104, 181, 326, 436, 1877, 2127
θεον (God) – A, 81
weggelaten door 1985
1 Korintiërs 11,24
υμων — {\displaystyle {\mathfrak {P}}}46, א*, A, B, C*, 33, 1739, arm
υμων κλωμενον — אc, C3, Db,c, G, K, Ψ, 81, 88, 104, 181, 326, 330, 436, 451, 614, 629, 630, 1241, 1739mg, 1877, 1881, 1962, 1984, 1985, 2127, 2492, 2495, Byz, Lect
υμων θρυπτομενον — Dgr
υμων διδομενον — c, dem, f, t, x, zc, vg (tradetur), cop, eth
1 Korintiërs 12,9
χαρισματα ιαματων εν τω ενι πνευματι (gaven om te genezen door de ene Geest) — A B 33 81 104 436 630 1881 it vg
χαρισματα ιαματων εν πνευματι (gaven om te genezen door Geest) — 1739
χαρισματα ιαματων εν τω αυτω πνευματι (gaven om te genezen door dezelfde Geest) — א C3 D G K P 0201 88 181 330 451 614 629 1241 1877 1962 1984 1985 2127 2492 2495 Byz Lect
χαρισματα ιαματων εν τω πνευματι (gaven om te genezen door de Geest) — {\displaystyle {\mathfrak {P}}}46
χαρισματα ιαματων (gaven om te genezen) — C
χαρισματα (gaven) — Ψ
1 Korintiërs 14,40
verzen 14,34-35 inbegrepen na 14,40 — D F G 88
1 Korintiërs 15,3 
ὃ καὶ παρέλαβον (ik heb ontvangen) — weggelaten door b, Ambrosiaster, Irenaeuslat, Tertullianus?
1 Korintiërs 15,15 
εἴπερ ἄρα νεκροὶ οὐκ ἐγείρονται (indien er geen doden opgewekt worden) — weggelaten door D, a, b, r, bam, ful**, harl*, kar, mon, reg, val*, pesh, Ambrosiaster, Irenaeus (lat), Tertullianus?
1 Korintiërs 15,47
δευτερος ανθρωπος (tweede mens) — א*, B, C, D, F, G, 0243, 33, 1739, it, vg, copbo eth
δευτερος ο κυριος (tweede de Heer) — 630
δευτερος ανθρωπος ο κυριος (tweede mens de Heer) — אc, A, Dc, K, P, Ψ, 81, 104, 181, 326, 330, 436, 451, 614, 629, 1241, 1739mg, 1877, 1881, 1984, 1985, 2127, 2492, 2495, Byz, Lect
δευτερος ανθρωπος πνευματικος (tweede geest van een mens) — {\displaystyle {\mathfrak {P}}}46
δευτερος (tweede) — copsa Cyrillus
1 Korintiërs 16,15
οικιαν Στεφανα (huis van Stefanas) — p46 א* A B C2 Ψ 075 Byz cop
οικιαν Στεφανα και Φορτουνατου (huis van Stefanas en Fortunatos) — א 2 D 104 629 1175 1241 2464 pc b vgst copbo
οικιαν Στεφανα και Φορτουνατου και Αχαικου (huis van Stefanas en Fortunatos en Achaje) — C*vid F G 365 2495 pc vgcl syrh

## 2 Korintiërs
2 Korintiërs 2,10
τηλικουτου θανατου — א, A, B, C, Dgr, Ggr, K, P, Ψ, 0121a, 0209, 0243, 33, 81, 88, 104, 181, 326, 330, 436, 451, 614, 1241, 1739, 1877, 1881, 1962, 1984, 1985, 2127, 2492, 2495, Byz
τηλικουτου κινδυνου — 629
τηλικουτων θανατων — p46, 630, 1739c, itd,e, syrp,h, goth
2 Korintiërs 2,12
απλοτητι — D, G, 104, 181, 326, 330, 436, 451, 614, 1241, 1739, 1877, 1984, 1985, 2495, Byz
αγιοτητι — p46, א, A, B, C, K, P, Ψ, 0121a, 0243, 33, 81, 630
πραοτητι — 88, 635
2 Korintiërs 4,14
τὸν κύριον Ἰησοῦν (de Here Jezus) — א, B, 630, 1739, Marcion, Tertullianus, Origenes
τὸν Ἰησοῦν ([de] Jezus) — p46, Β
Ἰησοῦν (Jezus) — 0243, 33, 630, 1739, 1984, 1985
τὸν κύριον ἡμῶν Ἰησοῦν (onze Heer Jezus) — syrp, h
τὸν κύριον ἡμῶν Ἰησοῦν Χριστόν (onze Heer Jezus Christus) — itar
τὸν κύριον Ἰησοῦν Χριστόν (de Heer Jezus Christus) — 436
τὸν κύριον Ἰησοῦν ἐκ νεκρῶν (de Here Jezus uit de doden) — 2492
2 Korintiërs 8,19
σύν (met) — p46, א, D, G, K, Ψ, 181, 330, 436, 451, 614, 629, 1241, 1984, 1985, 2492, 2495, Byz, Lect
ἐν (in) — Β, C, P, 0225, 0243, 33, 81, 88, 104, 326, 630, 1739, 1877, 1881, 1962, 2127, itdem, f, x, z vg syrp, copsa, bo, arm, eth, Ambrosiaster
2 Korintiërs 10,12-13 
οὐ συνιᾶσιν. ἡμεῖς δέ (zijn niet verstandig. Wij daarentegen) — weggelaten door D*, F, G, a, b, d, f, (429?) Ambrosiaster
2 Korintiërs 11,17
κυριον (Heer) — meerderheid
ανθρωπον (mens) — 69
θεον (God) — a f r t vgcl

## Galaten
Galaten 2,20
υιου του θεου (in de Zoon van God) – א, A, C, D2, Ψ
θεου και Χριστου (in God en Christus)  – B, D*, F, G, (b)
Galaten 2,20
αγαπησαντος (liefgehad) – alle mss.
αγορασαντος (gekocht) – Marcion
Galaten 3,14
ἐπαγγελίαν (belofte) — א, A, B, C, D2, K, P, Ψ, 33, 81, 88mg, 104, 181, 330, 436, 451, 614, 629, 630, 1241, 1739, 1877, 1881, 1962, 1984, 2127, 2492, 2465, Byz, Lect, it, vg. syr, cop, arm
εὐλογίαν (zegen) — p46, D*, Fgr, G, 88*, it
Galaten 5,21
φθόνοι (afgunst) — p46, א, B, 33, 81, 2492, ℓ 603, ℓ 809, it, copsa
φθόνοι φόνοι (afgunst, moord) — A, C, D, G, K, P, Ψ, 0122, 88, 104, 181, 326, 330, 436, 451, 630, 1241, 1739, 1877, 1881, 1962, 1985, 2127, 2495, Byz, Lect
Galaten 6,2
αναπληρωσετε — B G 1962 it vg syrp,pal copsa,bo goth eth
αποπληρωσετε — p46
αναπληρωσατε — א, A, C, Dgr, K, P, Ψ, 0122, 33, 81, 88, 104, 181, Byz

## Efeziërs
Efeziërs 1,1
ἐν Ἐφέσῳ (te Efeze) — אc, A, B3, D*, G, K, P, Ψ, 33, 81, 88, 104, 181, 326, 330, 436, 451, 614, 629, 630, 1241, 1877, 1881, 1962, 1984, 1985, 2127, 2492, 2495, Byz, Lect, it, vg, syr, cop, goth, arm
weggelaten door — p46, א*, B*, 424c, 1739
Efeziërs 1,7
χαριτος (genade) – meerderheid
χρηστοτητος (goedheid) – Α 365 copbo
Efeziërs 2,1
αμαρτιαις (zonden) – meerderheid
επιθυμιαις (verlangens) – Β
Efeziërs 2,15
καινον (nieuw) — meerderheid
κοινον (gewoon) — p46 F G
και μονον (en alleen) — K
Efeziërs 2,20
Χριστου (van Christus) — p46 Β G 88 436 1739 1881
του Χριστου (van de Christus) — D K 181 326 614 629 630 1877 1984 2495
Κυριυ [sic] (van de Heer) — א A P Ψ 33 81 104 330 451 1241 1962 2127 2492 surh copbo arm eth
του Θεου (van God) — 1985
weggelaten door — C
Efeziërs 4,14
του διαβολου (tot de duivel) – Alexandrinus
της πλανης (tot dwaling) – overige handschriften
Efeziërs 4,28
ταις χερσιν το αγαθον (met de handen goed [werk]) – {\displaystyle {\mathfrak {P}}^{46}}, אb, B, a, vgst
το αγαθον (goed [werk]) – Porphyrianus, 6, 33, 1739, 1881
το αγαθον ταις χερσιν (goed [werk] met de handen) – L, Ψ, 323, 326, 614, 630, 945
το αγαθον ταις ιδιαις χερσιν (goed [werk] met de eigen handen) – Kap, 2495
εν ταις χερσιν αυτου το αγαθον (met de handen zelf in goed [werk])– 629
ταις ιδιαις χερσιν το αγαθον (met de eigen handen goed [werk]) – Sinaiticus, A, D, F, G, 81, 104, 365, 1175, 1241, 2464, vgcl
Efeziërs 5,9
φωτός (van het licht) — p49, א, A, B, D*, G, P, 33, 81, 330, 629, 1739*, 1877, 1881, 1962, 2127, 2492, Lect, it, cop
πνεύματος (van de Geest) — p46, Dc, K, Ψ, 88, 104, 181, 326, 436, 451, 614, 630, 1241, 1739mg, 1877, 1984, 1985, 2495, Byz, ℓ 809, syrh
Efeziërs 6,12
μεθοδιας [sic] (complotten) – p46
αρχας προς τας εξουσιας (heersers, tegen de machthebbers) – overige handschriften

## Filippenzen
Filippenzen 1,14
του θεου (in (de) God) – א A B (D*) P Ψ 33 81 104 326 365 629 1175 1241 2464
κυρίου (in [de] Heer) – F, G, Cyp
weggelaten – p46 D2 Byz r, Mcion
Filippenzen 2,30
Χριστοῦ (voor Christus) — p46, B, G, 88, 436, 1739, 1881, Origenes
τοῦ Χριστοῦ (voor de Christus) — D, K, 181, 326, 614, 629, 630, 1877, 1984 1495, Byz, Lect
κυρίου (voor [de] Heer) — אc, A, P, Ψ, 33, 81, 104, 330, 451, 1241, 1962, 2127, 2492, syr, cop, arm, eth
τοῦ θεοῦ (voor (de) God) — 1985, Chrysostom
weggelaten — C
Filippenzen 3,16
τω αυτω στοιχειν – p16, p46, א, A, B, I, 33, 424, 1739, copsa, bo, ethro
το αυτο φρονειν – 1881
το αυτο φρονειν, τω αυτω στοιχειν – (D* τω αυτοι) (G συνστοιχειν) itar, d, e, g
το αυτο φρονειν, τω αυτω κανονι στοιχειν – (Dc 436 στοιχειν κανονι) 81, 104, 330, 451, 1241, 2127, 2492
τω αυτω στοιχειν κανονι, το αυτο φρονειν – K, P, Ψ, 88, 181, 326, 424, 614, 630, 1877, 1962, 1984, 1985, 2495, Byz
τω αυτω κανονι στοιχειν, το αυτο φρονειν – 69, 1908
Filippenzen 4,7
νοηματα (gedachten) — meerderheid
σωματα (lichamen) — F G a d
νοηματα και τα σωματα (gedachten en lichamen) — p16

## Kolossenzen

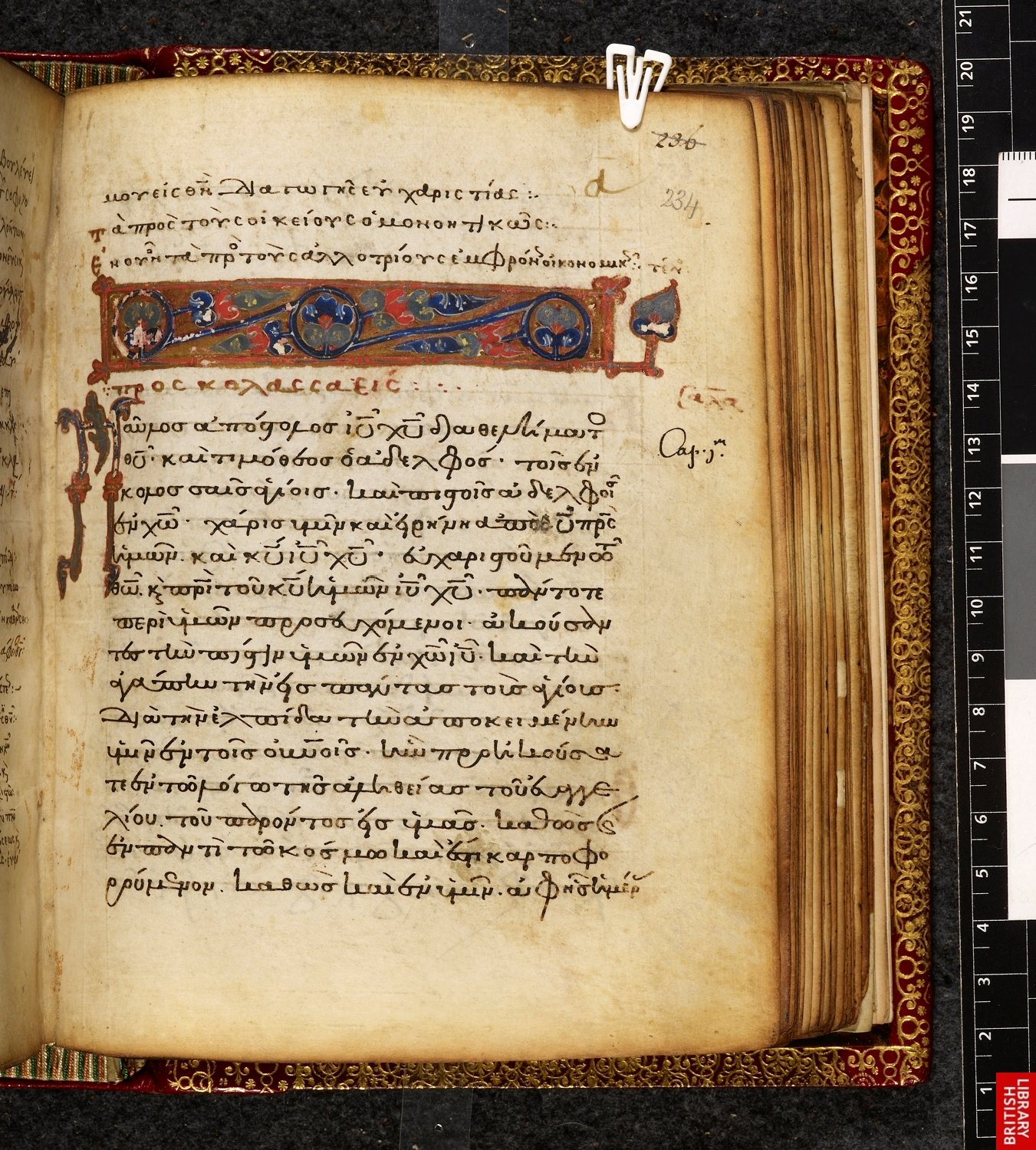
Minuskel 321, eerste bladzijde van Kolossenzen

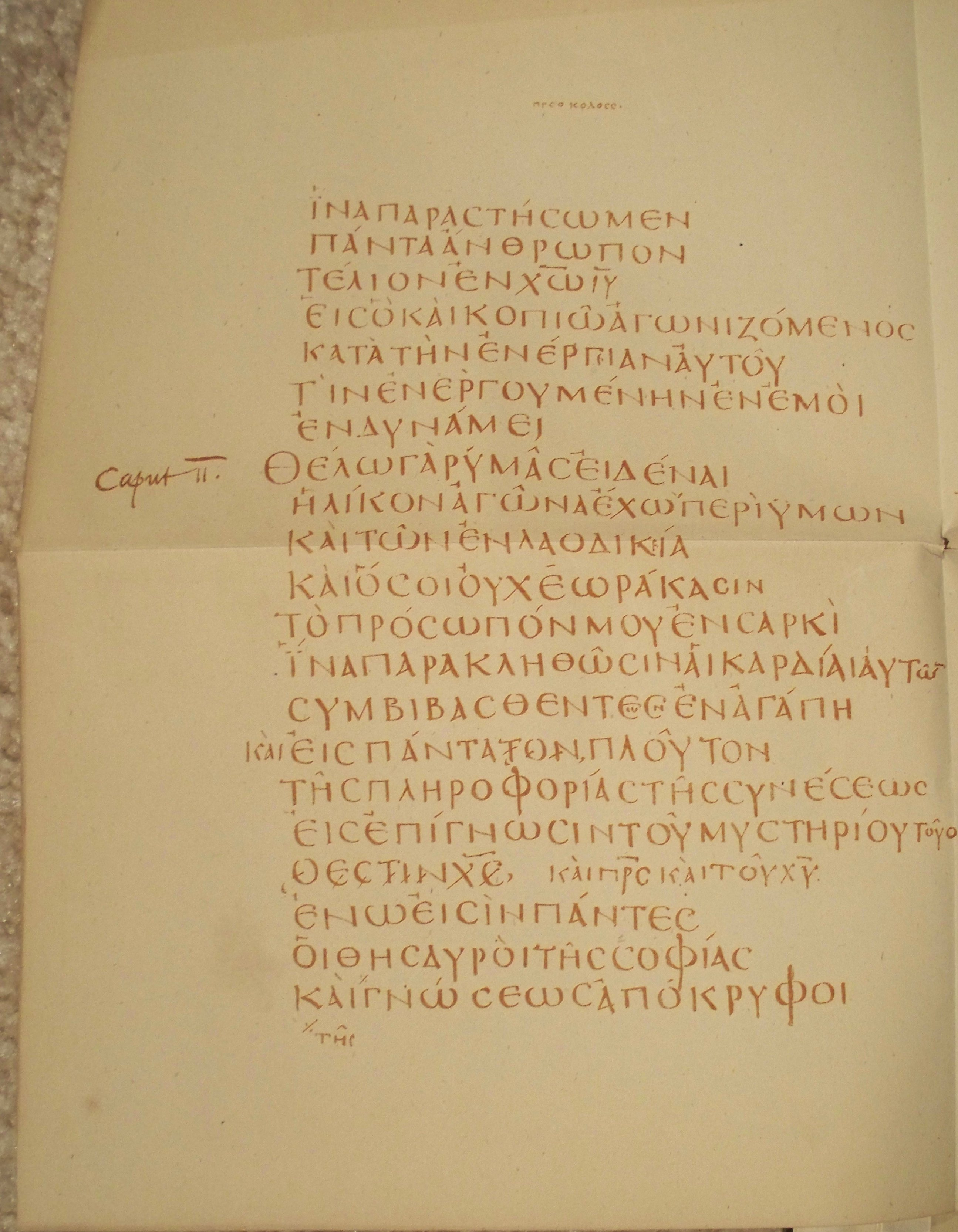
Codex Claromontanus, Kolossenzen 1,28b-2,3

Kolossenzen 1,14 (zie Efeziërs 1,7)
απολυτρωσιν δια του αιματος αυτου (verlossing door zijn bloed) — 383 424 614 630 1505 1912 2200 2344* 2464 Byzpt (d.w.z., 76 206 221 223 330 876 1518 1611 1960 2005 2412) ℓmss vgcl syrh arm slav Gregorius van Nyssa Cassiodorus
απολυτρωσιν (verlossing) — rell (alle andere bestaande Bijbelse handschriten en kerkvaders)
Kolossenzen 1,28
Χριστω (in Christus) – p46 א* A B C D* F G 33 81 1241 1739 1881 2464
Χριστω Ιησου (in Christus Jezus) – א2 D2 H Ψ Byz
Kolossenzen 3,13
κύριος (de Heer) — p46, A B D* G ℓ 809 it vg Pelagius Augustinus
Χριστός (Christus) — אc C Dc K P Ψ 81 88 104 181 326 330 436 451 614 629 630 1241 1739 1877 1881 1962 1984 1985 2127 2492 2495 Byz Lect it syr cop goth eth
θεός (God) — א*
θεός ἐν Χριστῷ (God in Christus) — 33 arm Augustinus
Kolossenzen 4,8
γνωτε τα περι ημων (opdat hij onze omstandigheden zou kennen) – A B D* F G P 048 33 81 365 1175
γνωτε τα περι υμων (opdat hij uw omstandigheden zou kennen) – א*
γνω τα περι υμων – Papyrus 46 א2 C D1 Ψ Byz
γνω τα περι ημων – 451 ℓ 598 and ℓ 1356

## 1 Tessalonicenzen
1 Tessalonicenzen 2,7
νήπιοι (kinderen) — {\displaystyle {\mathfrak {P}}}65, א*, B, C*, G, I, Ψ*, 104*, 326c, 451, 1962, 2495, it, vg, cop, eth
ἢπιοι (zoet) — אc, A, C2, Dc, K, P, Ψc, 33, 81, 88, 104c, 181, 326*, 330, 436, 614, 629, 630, 1241, 1739, 1877, 1881, 1984, 1985, 2127, 2992, Byz, Lect
1 Tessalonicenzen 3,2
και συνεργον του θεου εν τω ευαγγελιω του Χριστου (Gods medewerker in het Evangelie van Christus) — D Byz f m vg syr cop
και συνεργον εν τω ευαγγελιω του Χριστου (medewerker in het Evangelie van Christus) — B 1962
και διακονον του θεου εν τω ευαγγελιω του Χριστου (Gods dienaar in het Evangelie van Christus) — א A Π Ψ 81 629 1241 1739 1881
διακονον και συνεργον του θεου εν τω ευαγγελιω του Χριστου (Gods dienaar en medewerker in het Evangelie van Christus) — G itf,g
και διακονον του θεου συνεργον ημων εν τω ευαγγελιω του Χριστου (Gods dienaar en onze medewerker in het Evangelie van Christus) — Dc K 88 104 181 326 330 436 451 614 629 630 1877 1984 1985 2127 2492 2495 Byz Lect
1 Tessalonicenzen 3,9
θεω (aan God) — אb A B D2 Ψ Byz f m vg syr cop
κυριω (aan de Heer) — א* D* F G a b vg bo

## 2 Tessalonicenzen
2 Tessalonicenzen 1,12
Ιησου (Jezus) — א B D K L Ψ 0111 6 323 630 1175 1241 2464 Byzpt itb copsa,bopt
Ιησου Χριστου (Jezus Christus) — A F G P 0278 33 81 104 365 1505 1739 1881 Byzpt lat syr copbopt
2 Tessalonicenzen 2,2
Χριστου (Christus) — D2 Byz
κυριου (Heer) — rell
2 Tessalonicenzen 2,3
ανομιας (wetteloosheid) — א B 0278 6 81 88mg 104 326 365 436 1739 1881 2127 2464 ℓ1365 itm co
αμαρτιας (zondigheid) — A D G K L P Ψ 88* 181 330 451 614 629 630 1241 1877 1962 1984 1985 2492 2495 Byz Lect lat syr Irenaeuslat Eusebius
2 Tessalonicenzen 2,8
ο κυριος (de Heer) — B D2 1739 1881 Byz Irenaeus
ο κυριος Ιησους (de Here Jezus) — א A D* F G P Ψ 0278 33 81 104 365 1241 2464 latt syr cop Irenaeuslat Origenes Didymus
2 Tessalonicenzen 2,13
θεου (God) — D* lat
κυριου (Heer) — rell
2 Tessalonicenzen 2,13
απαρχην (eerste vruchten) — B F G P 0278 33 81 323 326 365 1505 1739 1881 2464 vg syrh copbo
απ' αρχης (vanaf het begin) — א D Ψ Byz it syrp copsa
2 Tessalonicenzen 3,3
ο κυριος (de Heer) — א B D2 Ψ 0278 33 1739 1881 Byz vgmss syr cop
ο θεος (God) — A D* F G 2464 it vgcl

## 1 Timoteüs

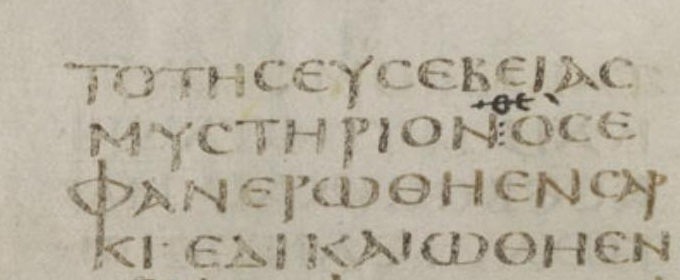
1 Tim 3:16 in Codex Sinaiticus (א).

1 Timoteüs 1,16
Ιησους (Jezus) — F G 1739 1881
Χριστος Ιησους (Christus Jezus) — A D* H Ψ 0262vid 33 104 326 365 629 1175 lat
Ιησους Χριστος (Jezus Christus) — א D2 Byz itar vgmss syr
Ιησους ο Χριστος (Jezus de Christus) — 614
1 Timoteüs 2,7
αληθειαν λεγω ([Ik] spreek de waarheid) — א2 A D* F G P Ψ 075 0150 6 81 104 263 330 424c 451 459 629 1175 1505 1739 1881 1912 2492 Lectmss lat syr cop eth Ambrosiaster Ambrosius Chrysostom JohnDam
αληθειαν λεγω εγω (Ik spreek de waarheid) — 2495
αληθειαν λεγω Χριστος ([Ik] spreek de waarheid van Christus) — 436
αληθειαν λεγω εν Χριστω ([Ik] spreek de waarheid in Christus) — א* D2 H K L 33vid 88 181 256 326 365 424* 614 630 1241 1573 1852 1877 2127 Byz Lectmss itar vgmss goth arm slav Theodoretus Euthalius
αληθειαν λεγω εν Χριστω Ιησου ([Ik] spreek de waarheid in Christus Jezus) — 1319
1 Timoteüs 3,1
ανθρωπινος (menselijk of van een man) — D* itb,d,g,m,mon Ambrosiaster Hiëronymusmss Augustinus Speculum
πιστος (betrouwbaar) — rell
1 Timoteüs 3,14
προς σε (bij u) — weggelaten door F G 6 1739 1881 copsa
1 Timoteüs 3,16
ομολογουμεν ως (net zoals wij belijden) — D* 1175
ομολογουμενως (toegegeven) — rell
1 Timoteüs 3,16
ος εφανερωθη (hij die zich had vertoond) — א* A* C* F G 33 365 442 1175 2127 ℓ60 ℓ599 syr goth eth Origeneslat Didymus Epiphanius Hiëronymus Cyrillus Liberatus
ο εφανερωθη (hetgeen zich vertoonde) — D* it vg
ω εφανερωθη (hetgeen dat werd vertoond) — 061
ΘϹ εφανερωθη of θεος εφανερωθη (God werd vertoond) — אc Ac Cc Dc Kap L Papr Ψ 075 0150 6 81 104 181 263 326 330 424 436 451 459 614 629 630 1241 1319 1573 1739 1852 1877 1881 1912 1962 1984 1985 2200 2492 2495 Byz Lectmss slav Gregory Chrysostom Theodoretus Euthalius Theodorus van Mopsuestia
ο θεος εφανερωθη (de God werd vertoond) — 88
ος θεος εφανερωθη (de God die werd vertoond) — 256 ℓ597
1 Timoteüs 5,5
θεον (God) — C F G P Ψ 048 lat syr cop
τον θεον (van God) — א2 A D2 1739 1881 Byz
τον κυριον (van de Heer) — D* 81 vgmss
κυριον (de Heer) — א*
1 Timoteüs 5,19
εκτος ει μη επι δυο η τριων μαρτυρων (behalve twee of drie getuigen) — weggelaten door itb Ambrosiaster Hiëronymusmss Pelagius
1 Timoteüs 5,21
Χριστου Ιησου (van Christus Jezus) — א A D* G 33 81 104 365 629 latt cop Clemens van Alexandrië
Ιησου Χριστου (van Jezus Christus) — F Ψ 630 1175 1739 1881
κυριου Ιησου Χριστου (van de Heer Jezus Christus) — D2 Byz syr
1 Timoteüs 6,7
οτι — א A F G 048 061 33 81 1739 1881
δηλον οτι — אc Dc K L P Ψ 104 181 326 330 436 451 614 629 630 1241 1877 1962 1984 1985 2127 2492 2495 Byz
αλητες οτι — D*
1 Timoteüs 6,21
αμην (Amen) — א2 D2 K L P Ψ 075 0150 6 88 104 181 256 263 326 330 365 424 436 451 459 614 629 630 1175 1241 1319 1573 1739c 1852 1877 1912 1962 1984 1985 2127 2200 2492 2495 Byz Lect itmss vgmss syr copbo eth slav Ambrosiaster Theodoretus JohnDam
weggelaten — א* A D* F G 33 81 1311 1739* 1881 itmss vgmss copsa Chrysostom Pelagius Euthaliusmss Speculum

## 2 Timoteüs
2 Timoteüs 1,11
καὶ διδάσκαλος (en leraar) — א*, A, I, 1175, syrpal
καὶ διάκονος (en dienaar) — 33
καὶ διδάσκαλος ἐθνῶν (en leraar der volkeren) — אc, D, G, K, Ψ, 81, 88, 104, 181, 326, 330, 436, 451, 614, 629, 630, 1241, 1739, 1877, 1881, 1962, 1985, 2127, 2492, 2495, Byz, Lect
2 Timoteüs 2,14
θεοῦ (van God) — א, C, G, I, 330, 436, 451, 614, 629, 630, 1877, 1962, 2492, 2495, ℓ 598, it
κυρίου (van de Heer) — A, D, K, P, Ψ, 048, 81, 88, 104, 181, 326, 1241, 1739, 1881, 1984, 1985, 2127, Byz, Lect
Χριστου (van Christus) — 206, 429, 1758
2 Timoteüs 4,10
Γαλατιαν (naar Galatië) — A D F G K L P Ψ 33 88 181 330 451 614 629 630 1241 1739 1877 1881 1962 1984 1985 2127 2492 2495 Byz Lect
Γαλλιαν (naar Gallië) — א C 81 104 326 436
Γαλιλαιαν (naar Galilea) — copbo
2 Timoteüs 4,22
Ιησους (Jezus) – A, 104, 614, vgst
Ιησους Χριστος (Jezus Christus) – א2, C, D, Ψ, Byz, a, b, f, vgcl
κυριος (de Heer) – א, F, G, 33, 1739, 1881, copsa

## Titus

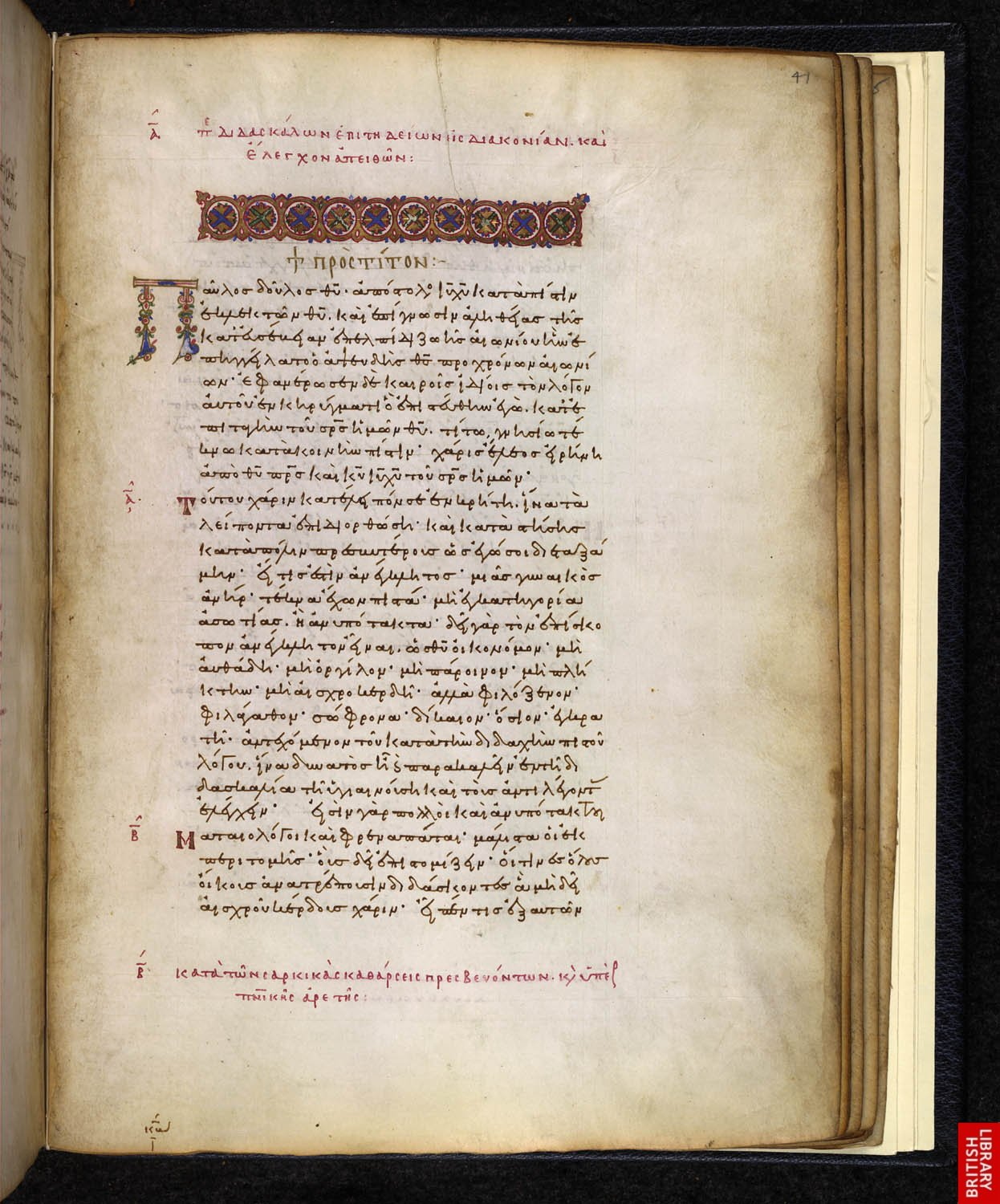
De eerste bladzij van Titus in Minuskel 699.

Titus 1,14
ἐντολαῖς — meerderheid van handschriften
ἐνταλμασιν — F, G
γενεαλογιας — 1908
Titus 2,7
αφθοριαν — א Α C D* Κ P 33 (81) 104 1739 2495 al g vgst
αδιαφθοριαν — א2 D2 Ψ Byz
αφθονιαν — {\displaystyle {\mathfrak {P}}}32 F G 1881 pc
Titus 3,9
λογομαχιας — F, G
γενεαλογίας — meerderheid van handschriften

## Filemon

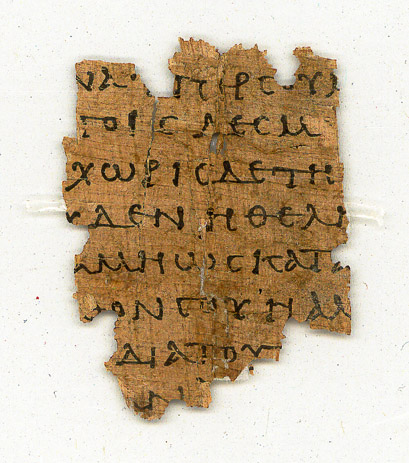
Papyrus 87 (Gregory-Aland), fragment van Brief aan Filemon

Filemon 1
Παῦλος δέσμιος Χριστοῦ Ἰησοῦ (Paulus, een gevangene van Christus Jezus) — meerderheid van handschriften
Παῦλος ἀπόστολος Χριστοῦ Ἰησοῦ (Paulus, een apostel van Christus Jezus) — D*
Παῦλος ἀπόστολος δέσμιος Χριστοῦ Ἰησοῦ (Paulus, een gevangen apostel van Christus Jezus) — 629
Παῦλος δοῦλος Χριστοῦ Ἰησοῦ (Paulus, een slaaf van Christus Jezus) — 323, 945
Filemon 5
προς τον κυριον Ιησουν (tot de Here Jezus) – Sinaiticus D2 F G Ψ Byz
εις τον κυριον Ιησουν (naar de Here Jezus) – A C 048 33
εις τον κυριον Ιησουν Χριστον (naar de Here Jezus Christus) – D*
εν Χριστω Ιησου (in Christus Jezus) – 629
Filemon 6
αγαθου (het goede) – meerderheid van handschriften
εργου (de daad) – F G vgCl

## Hebreeën

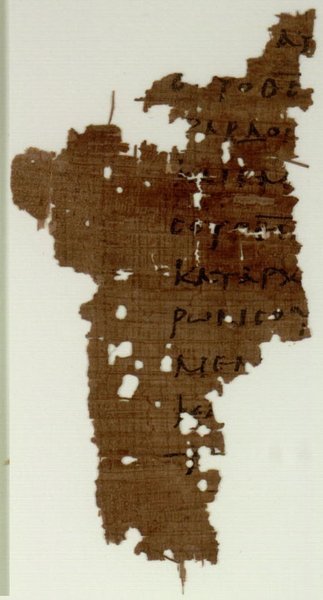
Hebreeën 1:7-12 in Papyrus 114

Hebreeën 1,3
φερων τε τα παντα τω ρηματι της δυναμεως αυτου (draagt alle dingen met zijn woord van kracht) — overige handschriften
φανερων τε τα παντα τω ρηματι της δυναμεως αυτου openbaart alle dingen met zijn woord van kracht) — Codex Vaticanus
Hebreeën 2,9
χάριτι θεοῦ (door de genade van God) — {\displaystyle {\mathfrak {P}}}46, א, A, B, C, D, K, P, Ψ, 33, 81, 88, 104, 181, 326, 330, 424, 436, 451, 614, 629, 630, 1241, 1877, 1881, 1962, 1984, 1985, 2127, 2492, 2495, Byz, Lect, it, cop, arm, eth, Origenes, Eusebius, Athanasius, Cyrillus van Alexandrië.
χωρὶς θεοῦ (gescheiden van God) — 0121b, 424c, 1739, mss, Peshitta, Origenes, Theodorus van Mopsuestia, Ambrosius, Hiëronymus, Fulgentius, Theodoretus.
Hebreeën 3,6
κατασχωμεν (als wij...vasthouden) — {\displaystyle {\mathfrak {P}}}13, {\displaystyle {\mathfrak {P}}}46, B, copsa
μεχρι τελους βεβαιαν κατασχωμεν (als wij...tot het einde toe onwrikbaar vasthouden)  — א, A, B, C, D, Ψ, 0121b, (323), Byz
Hebreeën 7,9
χαριτι θεου (door de genade van God) — {\displaystyle {\mathfrak {P}}}46, א, A, B, C, D, K, P, Ψ, 33, 81, 88, 104, 181, 326, 330, 424, 436, 451, 614, 629, 630, 1241, Byz, Lect
χωρις θεου (gescheiden van God) — 0121b, 424c, 1739
Hebreeën 8,2
ουρανοις (in de hemelen) — overige handschriften
ουρανιοις — 365 pc
υψηλοις (in de hoogten)— 33 vgmss
Hebreeën 8,11
πολιτην (stadsgenoten/medeburgers) — {\displaystyle {\mathfrak {P}}}46, א, A, B, D, K, 33, 88, 181, 330, 451, 614, 1241, 1739, 1877, 1881, 1962, 1984, 1985, 2127, 2492, 2495, Byz, Lect
πλησιον — P 81 104 436 629 630 1985
πλησιον αυτου και εκαστος τον πολιτην — 326
Hebreeën 10,11
ιερευς (priester) – {\displaystyle {\mathfrak {P}}}46, א, D, K, Ψ, 33, 81, 326, 330, 629, 1241, 1739, 1881, 1984, 2495, Byz, Lect
αρχιερευς (hogepriester) – A, C, P, 88, 104, 181, 436, 451, 614, 630, 1877, 1962, 2127, 2492
Hebreeën 13,21
παντι αγαθω (met alle goede [dingen]) — א, D, Ψ, it
εργω αγαθω (met de goede werken) — arm
παντι εργω αγαθω (met alle goede werken) — C Dc K P 0121b 33 81 88 104 181 326 330 436 451 614 629 630 1241 1739 1877 1881 Byz
παντι εργω και λογω αγαθω (met alle goede werken en woorden) — A

## Jakobus

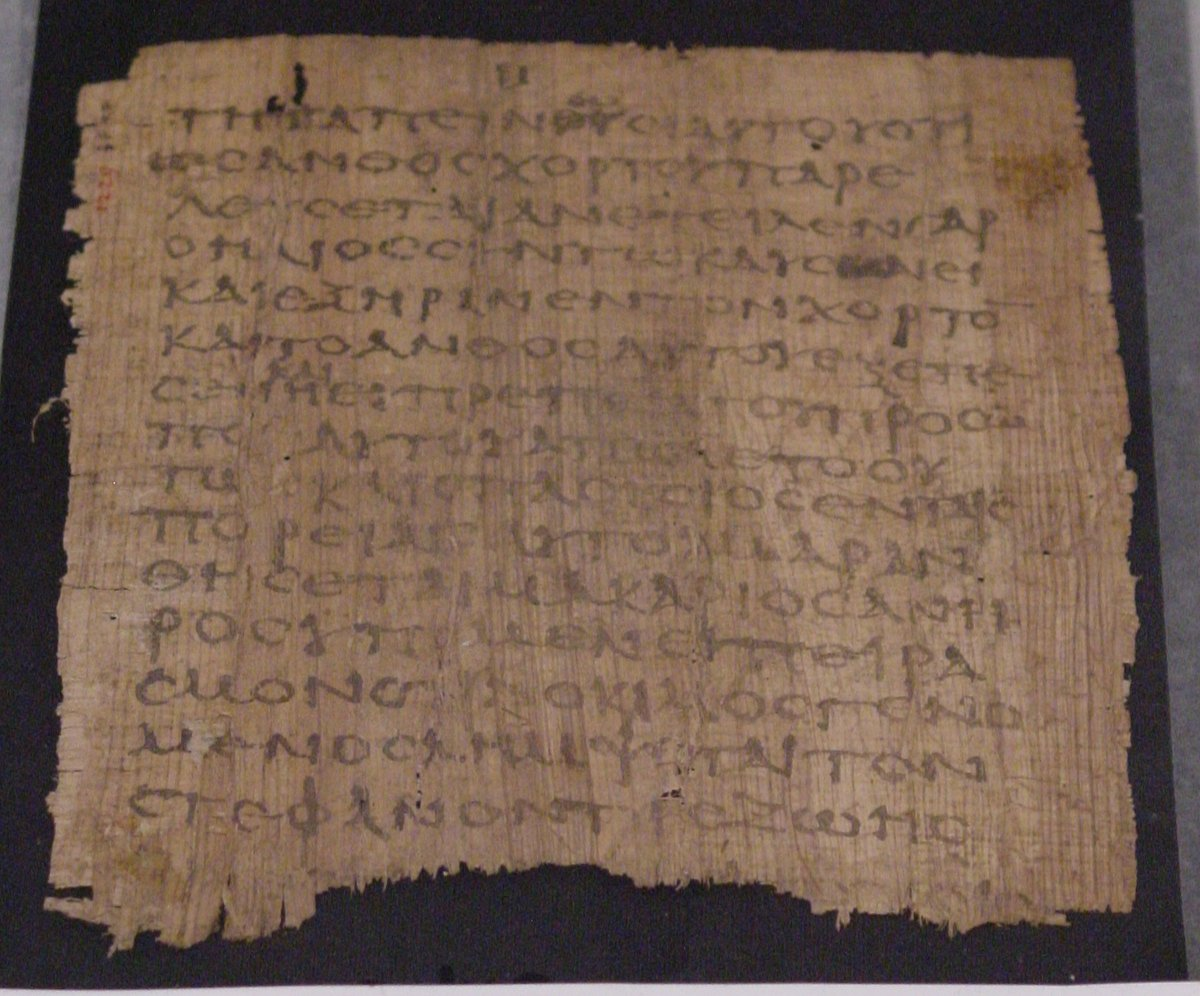
Papyrus 23 met de tekst van Jakobus 1,10-12

Jakobus 1,12
ο κυριος (de Heer) – Papr, 0246, Byz
κυριος (Heer) – Codex Ephraemi
ο θεος (God) – 2816, 33vid, 323, 945, 1739, vg, syrp
weggelaten – א, A, B, Ψ, 81, ff, cop
Jakobus 1,22
λογου (van het woord) – meerderheid van handschriften
νομου (van de wet) – C2, 88, 621, 1067, 1852
Jakobus 2,19
εἵς ἐστιν ὁ θεός (één is de God) — {\displaystyle {\mathfrak {P}}}74, א, A, 2464, itar, c, dem, div, p, s, z, vg syrp, copsa, bo, arm, eth
εἵς ἐστιν θεός (één is God) — 945, 1241, 1739
εἵς θεὸς ἐστιν (één God is [er]) — B, 614, 630, 1505, 2412, 2495
εἵς ὁ ἐστιν θεός (lett. één de is God) — C, 33, 81, 2992, syrh
ὁ θεὸς εἵς ἐστιν (de God is één) — Kmg, 049, 056, 0142, 88, 104, 181, 326, 436, 629, 1877, Byz, Lect
θεὸς εἵς ἐστιν (God is één) — 330, 451, 2127
εἵς ὁ θεός (één de God) — Cyrillus
ἐστιν θεός (God is) — Ψ
unus Deus (één God) — ff
Jakobus 2,20
αργη (langzaam) – B C 322 323 945 1739
νεκρα (dood) – א A C3 K P Ψ 049 056 0142 33 81 88 104 181 326 330 436 451 614 629 630 Byz
κενη (leeg) – {\displaystyle {\mathfrak {P}}}74 itff

## 1 Petrus
1 Petrus 1,22
ἀληθείας (aan de waarheid) — {\displaystyle {\mathfrak {P}}}72, א, A, B, C, Ψ, 33, 81, 436, 629, 945, 1241, 1739, 1881, 2492, syrp, h, copsa, bo,
ἀληθείας διὰ πνεύματος (aan de waarheid door de Geest) — K, P, 049, 056, 0142, 88, 104, 181, 326, 330, 451, 614, 630, 1505, 1877, 2127, 2412, 2495, Byz, Lect
fidei per spiritum (aan het geloof door de Geest) — itm
caritatis (aan de dierbaarheid) — itar, c, dem, div, p, z, vg
1 Petrus 3,15
τὸν Χριστόν (de Christus) — {\displaystyle {\mathfrak {P}}}72, א, A, B, C, Ψ, 326mg, 614, 630, 945, 1739, 1881, 2412, it, vg, syr, copsa, bo, arm
τὸν Θεόν ([de] God) — K, L, P, 049, 056, 0142, 81, 88, 104, 181, 326txt, 330, 436, 451, 1241, 1505, 1877, 2127, 2492, 2495, Byz, Lect
τὸν Θεόν ἡμῶν (onze God) — ℓ 1441
1 Petrus 5,13
ἐν Βαβυλῶνι (in Babylon) — meerderheid van handschriften
ἐν Ρωμη (in Rome) — 2138
ἐν ἐκκλησια (in de kerk) — א, vgmss, syrp

## 2 Petrus
2 Petrus 1,3
ἰδίᾳ δόξῃ καί ἀρετῇ — א, A, C, P, Ψ, 33, 81, 88, 104, 436, 614, 629, 630, 945, 1241, 1505, 1739, 1881, 2412, 1495, it, vg, syr, copsa, bo, arm
διὰ δόξης καί ἀρετῆς — {\displaystyle {\mathfrak {P}}}72, B, K, L, 049, 056, 0142, 0209vid, 181, 330, 451, 1877, 2492, Byz, Lect, ℓ 598m, ℓ 1365m
per propria gloria et virtute — itz

## 1 Johannes
1 Johannes 1,4
ήμῶν (onze) — Stephens 1550 TR
ύμῶν (jullie) — Scrivener 1894 TR
1 Johannes 1,5
αγγελια (boodschap) – א A B Byz
επαγγελια (roeping) – C P 33 69 81 323 614 630 945 1241 1505 1739 2495
αγαπη της επαγγελιας (liefde van de roeping) – Ψ
1 Johannes 4,3
τὸν Ἰησοῦν (Jezus) — A, B, 945, 1241, 1739
Ἰησοῦν Χριστόν (Jezus Christus) — 629*
τὸν Χριστόν (de Christus) — copsa, bo
τὸν Ἰησοῦν ἐν σαρκὶ ἐληλυθότα (Jezus in het vlees gekomen) — Ψ, 33, 81, 436, 630, 1505, 2495,
τὸν Ἰησοῦν κύριον ἐν σαρκὶ ἐληλυθότα (Jezus de Heer in het vlees gekomen) — א
τὸν Ἰησοῦν Χριστὸν ἐν σαρκὶ ἐληλυθότα (Jezus Christus in het vlees gekomen) — K, 056, 0142, 181, 330, 629c, 1877, 2127, 2492
τὸν Χριστὸν Ἰησοῦν ἐν σαρκὶ ἐληλυθότα (Christus Jezus in het vlees gekomen) — 614, 2412
τὸν Ἰησοῦν ἐν σαρκὶ ἐληλυθότα (Jezus in het vlees gekomen) — 049, 88, 104, 326, 451, Byzpt, Lect
1 Johannes 5,6
δι' ὕδατος καὶ αἵματος (door water en bloed) — B, K, Ψ, 049, 056, 0142, 181, 330, 451, 629, 1739*, 1881, 2127, Byz, Lect, it, vg, syrp
δι' ὕδατος καὶ πνεύματος (door water en geest) — 43, 241, 463, 945, 1241, 1831, 1877*, 1891
δι' ὕδατος καὶ πνεύματος καὶ αἵματος (door water en geest en bloed) — P, 81, 88, 442, 630, 915, 2492, arm, eth
δι' ὕδατος καὶ αἵματος καὶ πνεύματος (door water en bloed en geest) — א, A, 104, 424c, 614, 1739c, 2412, 2495, ℓ598m, syrh, copsa, copbo, Origenes
δι' ὕδατος καὶ αἵματος καὶ πνεύματος ἁγίου (door water en bloed en de Heilige Geest) — 61, 326, 1837
1 Johannes 5,7b-8a

## 2 Johannes
2 Johannes 2
μενουσαν – meerderheid
ενοικουσαν – A 048
ουσαν – 33
2 Johannes 3
Ἰησοῦ (Jezus) — A, B, Ψ, 048, 0238, 81, 88, 326, 436, 629, 1505, 1739, 2127, 2495, it, vg, copsa, eth
κύριου Ἰησοῦ (Heer Jezus) — א, K, L, P, 049, 056, 0142, 33, 181, 330, 451, 614, 630, 945, 1877, 1881, 2412, 2492, Byz, Lect, ℓ 1439, syrh, copbomss, arm
κύριου Ἰησοῦ ἡμῶν (onze Heer Jezus) — syrph, copbo

## 3 Johannes
3 Johannes 10
Βουλομενους (die willen) – meerderheid
επιδεχομενους – C 323 1241 1243 1739 1881 2298 vgcl
3 Johannes 12
ἀληθεὶας (waarheid) — meerderheid van handschriften, alle tekstfamilies
ἐκκλησὶας (kerk) — {\displaystyle {\mathfrak {P}}}74, A
ἐκκλησίας και της ἀληθεὶας (kerk en waarheid) — C, syr

## Judas
Judas 5
παντα οτι κυριος απαξ (dit alles, dat [de] Heer u) — א, Ψ
παντα οτι ο κυριος απαξ (dit alles, dat de Heer u) — C 630 1505 2412 2495
παντα οτι ο θεος απαξ (dit alles, dat God u) — 2492
απαξ παντα οτι Ιησους (u dit alles, dat Jezus) — A B 33 81 2344 ar dem div vg eth
απαξ παντα οτι κυριος (u dit alles, dat [de] Heer) — Ephraem
απαξ παντα οτι ο θεος (u dit alles, dat God) — C2
απαξ παντας οτι θεος Χριστος (u dit alles, dat God Christus) — {\displaystyle {\mathfrak {P}}}72
απαξ τουτο οτι ο κυριος (u geheel, dat de Heer) — L, 049 104 181 326 330 436 451 629 945 1877 2127 Byz Lect
τουτο απαξ οτι ο κυριος (lett. geheel u, dat de Heer) — K, 056
απαξ τουτο υμας οτι ο κυριος (lett. u geheel u, dat de Heer) — 0142
παντα οτι Ιησους απαξ (dit alles, dat Jezus u) — 322 323 665 1241 1739 1881 2298 itc copbo
παντα οτι ο Ιησους απαξ (dit alles, dat [de] Jezus u) — 88, 915
Judas 12
αγαπαις (liefdes) – meerderheid
απαταις (misleidingen) – A C 1243 1846
ευωχιαις (banketten) – 6
Judas 22
ἐλεᾶτε διακρινομένους — א, Β, Ψ2, Ψ, 88, l680, syrh
ἐλέγχετε διακρινομένους — A, C*, 33, 81, 326, 436, 1241, 1739, 1881, it, vg, copbo, arm
ἐλέγετε διακρινομένους — 181
ἐλεεῖτε διακρινόμενοι — K, L, P, 049, 056, 0142, 104, 330, 451, 630, 945, 1877, 2127, 2412, 2495, Byz, Lect

## Openbaring

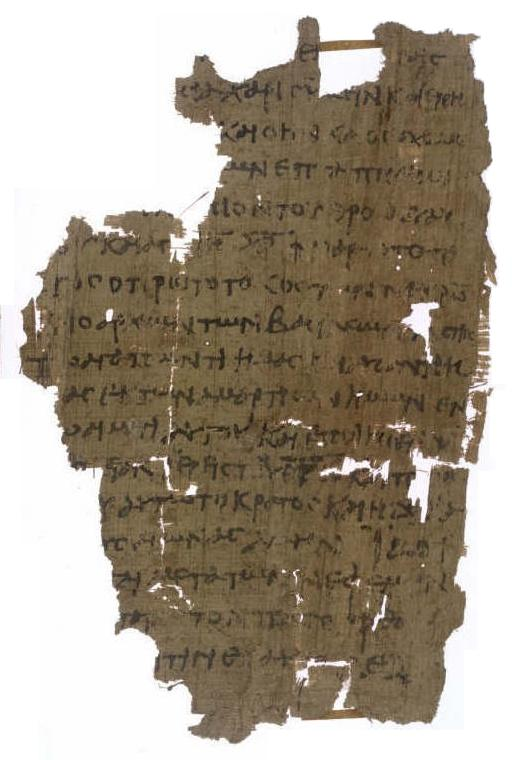
Open 1,4-7 in ^{18}

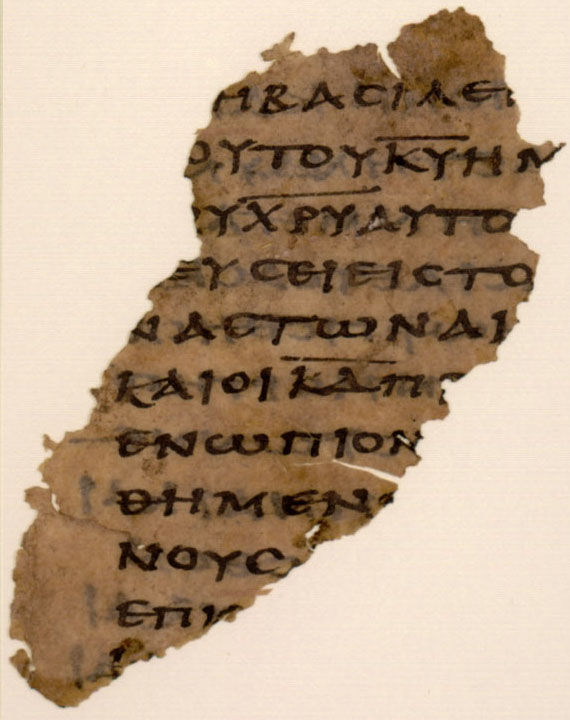
Open 11,18 in Unciaal 0308, de lezing "dienaren en profeten"

Openbaring 1,5
λυσαντι ημας εκ (ons bevrijd heeft van) — {\displaystyle {\mathfrak {P}}}18, אc, A, C, 2020, 2081, 2814
λουσαντι ημας απο (ons gewassen heeft van) — Papr, 046, 94, 1006, 1859, 2042, 2065, 2073, 2138, 2432
Openbaring 1,6
βασιλειαν (koninkrijk) — א, A, 046, 1854, 2050, 2351
βασιλεις (koningen) — P, ByzA
Openbaring 5,9
ἠγόρασας τῷ θεῷ (voor God gekocht) — A, eth
ἠγόρασας τῷ θεῷ ἡμας (voor God ons gekocht) — 046, 1006, 1611, 1859, 2020, 2042, 2053, 2065, 2081, 2138, 2432, copbo א
ἠγόρασας ἡμας τῷ θεῷ (ons gekocht voor God) — 94, 1828, 2073, 2344, copsa
ἠγόρασας ἡμας (ons gekocht) — 2065*, 2814, Cyprianus
Openbaring 8,13
αετου (van een adelaar) – א, A, 046
αγγελου (van een engel) – ByzA
Openbaring 11,18
τοις δουλοις σου και τοις προφηταις (uw dienaren en profeten) — {\displaystyle {\mathfrak {P}}}47, א, 0308
τοις δουλοις σου τοις προφηταις (uw dienaren profeten) — A, Byz
Openbaring 13,18
εξακοσιοι εξηκοντα εξ (zeshonderdzesenzestig) — א A P 046, meeste minuskels, Byzpt lat syr cop arm eth Irenaeus Hippolytus Origenes Victorinus Gregorius Primasius Andreas Beatus Arethas
χξϲ (666) — {\displaystyle {\mathfrak {P}}}47 051 Byzpt
εξακοσιοι εξηκοντα πεντε (zeshonderdvijfenzestig) — 2344
εξακοσιοι τεσσαρακοντα εξ (zeshonderderzesenveertig) — itar
εξακοσιοι δεκα εξ (zeshonderdzestien) — C vgms Irenaeusmss Tyconiuspt Caesarius
χιϲ (616) — {\displaystyle {\mathfrak {P}}}115
Openbaring 22,14
ποιουντες τας εντολας αυτου (zij die zijn geboden doen) — 046 94 205 209 1611supp 1854 1859 2030 2042 2065 2073 2138 2329 2377 2432 2814 Byz itgig syr copbo (Tertullianus) Cyprianus Tyconius (Caesarius) Andreas (Beatus) Arethas
τηρουντες τας εντολας αυτου (zij die zijn geboden houden) — arm
πλυνοντες τας στολας αυτων (zij die hun kleren wassen) — א A 1006 1841 2020 (2050) 2053 2062 itmss vg copsa eth Ambrosius Apringius Fulgentius (Primasius) Haymo